# 時計の歴史

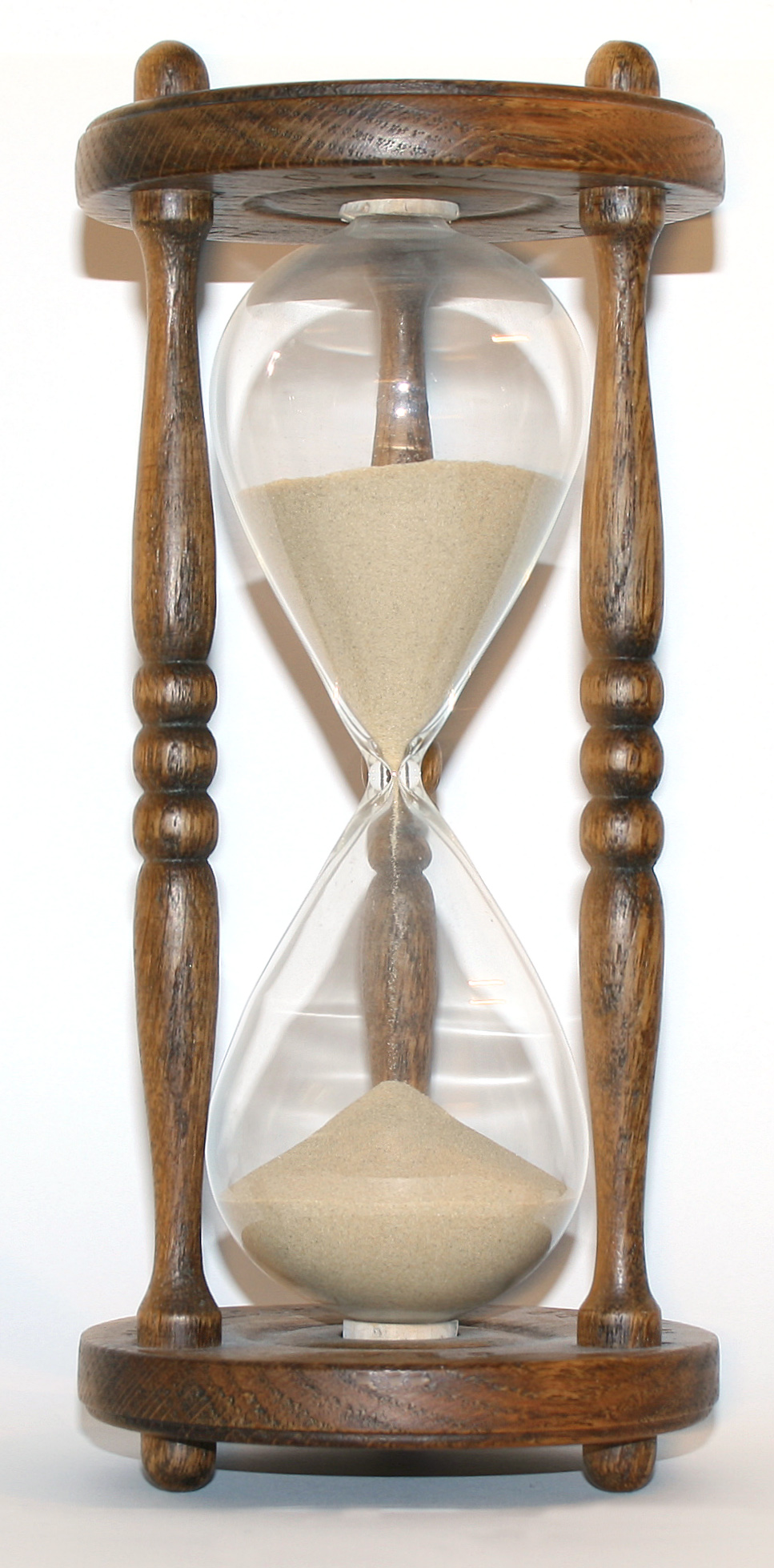
砂時計で一定の時間を計ることができる。初期の計時器具のひとつ。

時計の歴史（とけいのれきし）では、古代から現代に至る時計の歴史について記述する。
何千年にもわたって時計は時間を計り、その経過を追うために用いられてきた。現在使われている六十進法の時間単位は紀元前約2000年にシュメールで考えられたものである。1日を12時間2組に分けたのは古代エジプト人で、巨大なオベリスクの影を日時計に見立てたことが起源である。彼らはルクソール近郊にあるアメン=ラーの地 (Precinct of Amun-Re) でおそらく最初に使われたとされる水時計も作っている。水時計は後にエジプト以外でも用いられるようになり、古代ギリシアではこれをクレプシドラの名で呼んでいた。同じころ、古代中国の殷では、水があふれる仕組みを利用した水時計が発明された。この水時計の技術はメソポタミアから紀元前2000年ごろにもたらされたものと考えられている。その他、中国、日本、イギリス、イラクではロウソク時計も使われており、インド、チベット、一部ヨーロッパでは日時計が広く使われていた。砂時計も使われていた。初期の時計は日時計が多く、曇りや夜には使うことができなかった。よく使われたのはグノモンと呼ばれる形のものであったが、あくまで日時計なので、緯度で値が変化した。
時計に脱進機（歯車を一定方向に回す装置）を初めて用いたのは8世紀の中国であり、水時計にギアとおもりを組み込んだのは11世紀のイスラム教徒 (Inventions in medieval Islam) であった。脱進機に王冠歯車を用いたのは14世紀のヨーロッパで、16世紀にゼンマイ式の懐中時計ができ、18世紀に振り子時計ができるまで長い間使われた。20世紀になると、クオーツ時計、さらには原子時計へと置き換わっていった。クォーツ時計は作るのが簡単で正確なので、腕時計によく使われた。原子時計はこれよりもはるかに正確なので、国際標準時間「国際原子時」をきめるのに使われている。原子時計は協定世界時にも使われている。

## 初期の計時機械

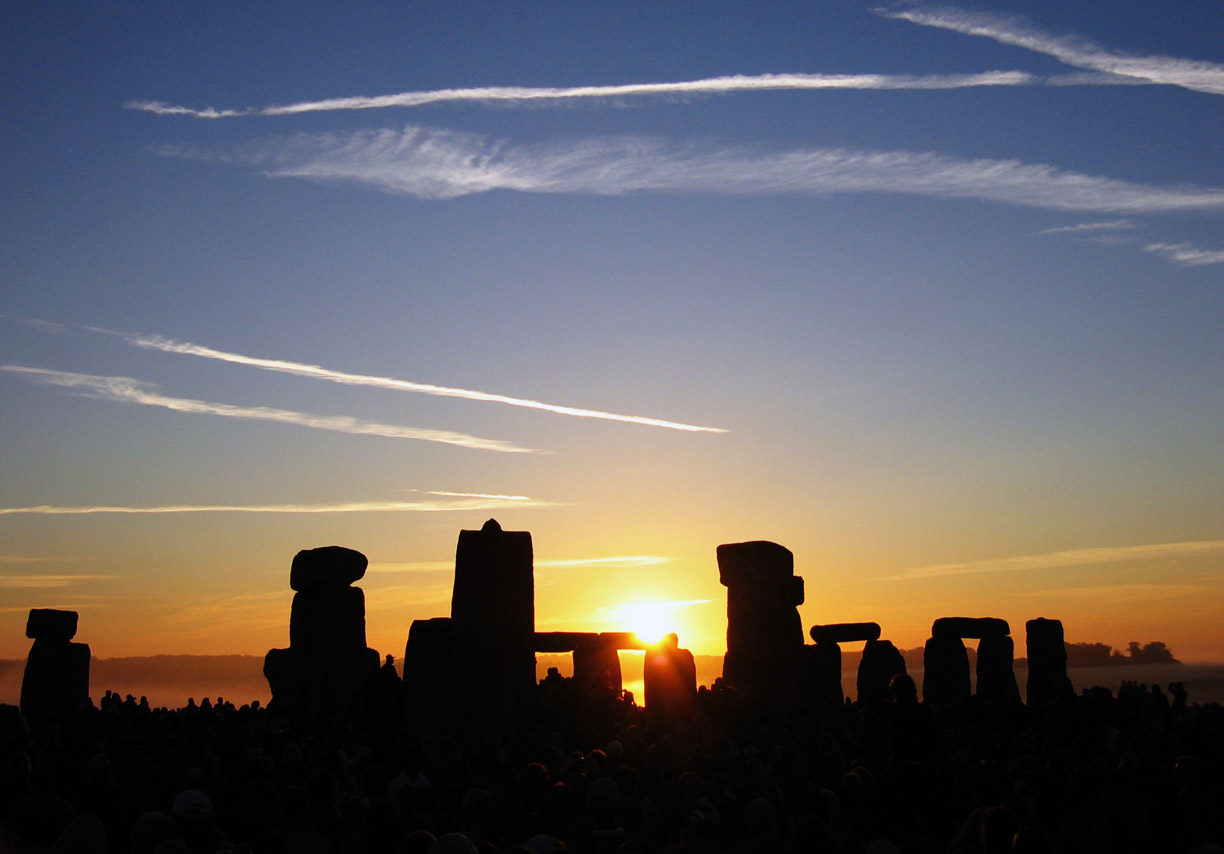
ストーンヘンジは夏至の日の出が中央から昇るように作られている。

暦が使われたのは最終氷期の狩猟採集社会においてであり、棒や骨などを使って月の位置と満ち欠けを観察したのが始まりだった。先史ヨーロッパを中心にストーンサークルも多く使われており、春分、秋分や夏至、冬至の見極めに用いられた。その代表がストーンヘンジである。ただし、これら巨石文明の時代には文献資料が残されていないため、その役割はあまりよくわかっていない。
多くの古代文明で太陽や月などの天体観測が行われており、それを元に時間、日付、季節が決められていた。現在広く世界で使われている60進法の時間単位は、約4000年前の古代メソポタミア文明、及びエジプトで考えられたものである。時代的には後になるが、60進法はメソアメリカでも使われた。

### 紀元前3500年から紀元前500年頃

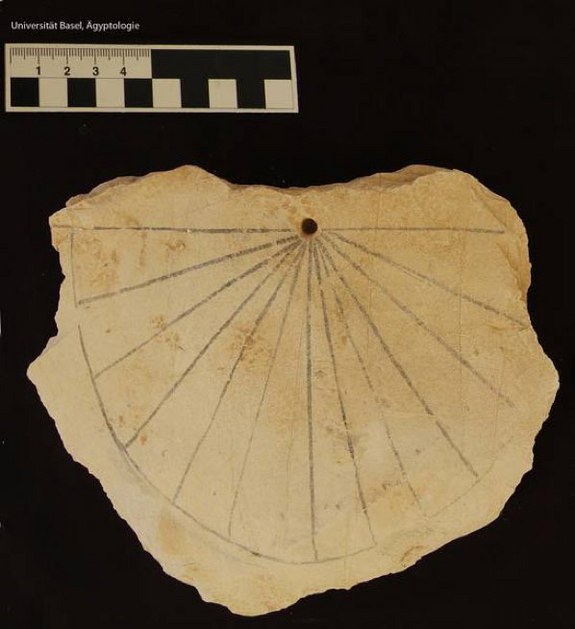
古代エジプトの日時計

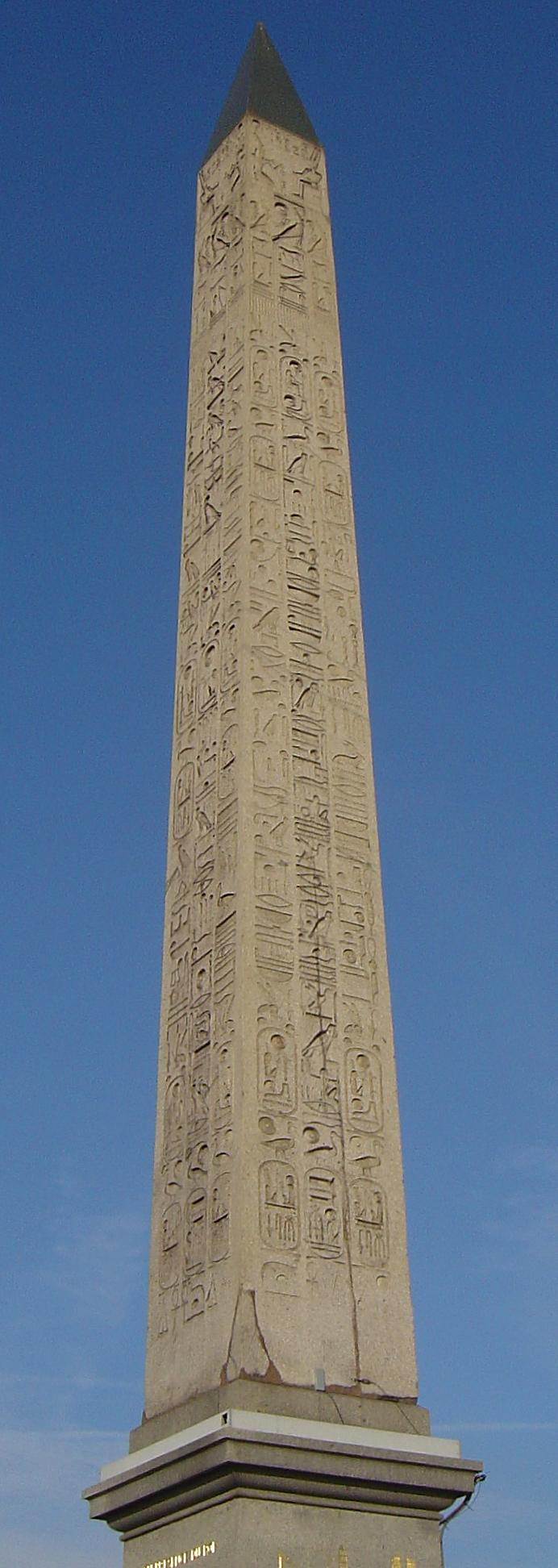
オベリスク（ルクソール神殿からパリのコンコルド広場に移設したもの）

1日の時刻の測定に使われた初めての時計は日時計だった。最も古いタイプの日時計は古代エジプトで作られており、緑色片岩を加工したものだった。紀元前3500年頃に作られたオベリスク（方尖塔）もまた日時計の役割も果たしていた。
エジプトでは日中を10に分けていた。オベリスクはそれに合わせて作られており、エジプトの人々は午前と午後を、あるいは季節を読み取ることができた。紀元前1500年頃には日時計の影を作る部分がT字型になり、その形の歪で時刻の補正ができるようになった。
ただし、形をどれだけ工夫しても、日時計は曇りや夜など太陽が見えていない時には使えない。そこでエジプト人は、水時計、砂時計、天体図などを使って時刻を知ろうとした。水時計に関して残っている最も古い文献資料は、紀元前16世紀のアメンエムハト
の墓碑銘で、この内容から彼が水時計の一つを発明したと考えられている。いろいろな水時計が考案されており、中には非常に複雑な構造のものもあった。その一つは容器の底に小さな穴が開けられたもので、水面の高さから時間変化を読み取ることができた。有名なのは古代エジプト第18王朝の第2代ファラオ、アメンホテプ1世(1525-1504 BC)の墓で見つかったもので、おそらくこれが古代エジプトで初めて作られた水時計である。砂時計も古代エジプトで発明されたものと考えられており、その原理は今のものと同じ、2つの容器を細い管でつないだものであった。水時計と砂時計の大きな違いは、水時計は流れる水の速度が水面が低くなるにつれて次第に遅くなるのに対し、砂時計はほぼ一定速度で砂が落ちることである。この砂時計は逆さにすれば再び時を測ることができるものであった。このほか、星を観察しての時刻測定も行われた。たとえばメルケットと呼ばれる鉛直線を求める装置や、紀元前600年頃になると北極星から南北線を見つける装置を使って、鉛直線や南北線と星との位置関係から時刻を割り出すようになった。

### 紀元前500年から紀元1世紀

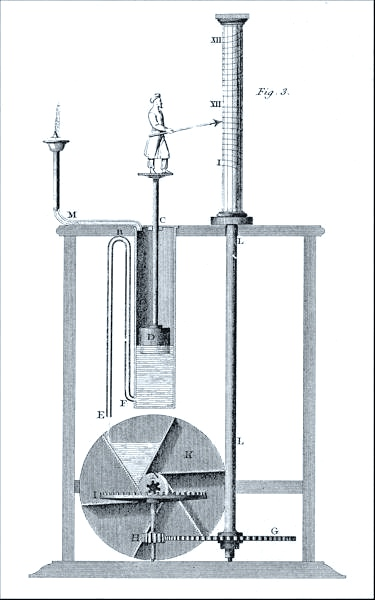
古代ギリシャの発明家クテシビオスが紀元前3世紀に発明した水時計「クレプシドラ(Clepsydra)」

古代ギリシアでは水時計が使われており、「クレプシドラ」と呼ばれていた。語源は鉄を意味するklepteinと水を意味するhydōrである。プラトンはクレプシドラを応用した目覚まし時計を発明している。プラトンの目覚まし時計は、夜に水を注ぎ始めると、朝になって容器から溢れた水の力で銅の球がたらいの上に落ち、音が鳴る、というものであった。彼の創った学校アカデメイアの生徒はこれを合図に起床したという。別の説では、複数の容器がサイフォンの仕組みで繋がれており、最後の容器がいっぱいになると空気が押し出されて笛が鳴る仕組みだったという。ギリシアと新バビロニアでは天体観測による時刻測定も行われていた。
古代ギリシアの天文学者、キュロスのアンドロニコスは、紀元前1世紀、アテネの風の塔と呼ばれる建物に日時計、水時計を設けている。 
ギリシアでは昔から、裁判の時間測定に水時計クレプシドラが使われていた。後の古代ローマでもこの時計が使われた。この記録はいくつかの古文献にも記されており、例えばプラトンは著書『テアイテトス』の中で「人々は水の流れに急かされてついつい早口になる」と述べている。また、アプレイウスは『変容』 (The Golden Ass) の中で「法廷の役員は、検察側の証人を呼ぶ時刻になったと大声で叫んだ。演壇に上った老人を私は知らなかった。彼は時計の中の水が空になるまで延々と話し続けた。球体の中の水は、細い管をゆっくりと通りながら、すっかり流れ出てしまったのである。」と描写している。アプレイウスが描写しているのは、数ある水時計の中の1種である。この他、底に小さな穴が空いたタライを水に浮かべ、そのタライが水に沈むまでの時間を計るタイプのものもあった。
クレプシドラは室内でも、夜間でも、曇天でも使える便利なものであったが、正確さには欠けていた。そのためギリシアではこの改良が盛んに試みられた。そのため、日時計の正確さには及ばないものの、紀元前325年頃には大きく改良され、1時間単位でかなり正確に簡単に読み取れるようになった。クレプシドラに共通する欠点は水圧だった。つまり、はじめに水がたくさん入っているときは流速が高くなり、水が減ってくると流速が落ちるのである。この対策が紀元前100年頃からギリシア、ローマを通じて時計職人 (horology) の間で研究され始めた。水圧が一定となるように、タンクの形を工夫することが試みられた。この改良により、水時計の正確さは大いに改良され、1時間ごとに鐘が鳴ったり、時計の戸が開いて中から小さな人形が出てきたりするような仕掛けが組み入れられるようになった。このほか、温度が与える影響もばかにならず、水が冷たいと流れ出るのに時間がかかり、時には凍ったりするが、彼らはこれを改良することはできなかった。
ギリシア時代とローマ時代を通じて水時計の技術は大いに上がったが、日時計も使われ続けた。数学者で天文学者のビテュニアのテオドシオスは、緯度の影響を補正する日時計を発明したとされているが、その詳細は伝わっていない。この頃、数学書や文学書の中で、日時計に関して述べられたものがいくつかある。著書『建築について』で知られるローマの建築家ウィトルウィウスは、日時計グノモンの構造について解説をしている。ローマ帝国の初代皇帝アウグストゥスの時代には、「アウグストゥスの日時計」と呼ばれる巨大グノモンを建設している。これに使われたオベリスクは古代エジプトの都市ヘリオポリスから運ばれたものである。アウグストゥスはカンプス・マルティウスのオベリスクを使って「アウグストゥスの黄道日時計」も作っている。古代ローマの博物学者ガイウス・プリニウス・セクンドゥスの記録によると、ローマに最初の日時計が作られたのは紀元前264年のことであり、シチリア島の都市カターニアからもたらされたものである。ただしこれはシチリアとの緯度の違いを考慮していなかったために当初は不正確であり、後に改良されたと記録されている。

### 紀元1世紀から紀元1500年

#### 水時計

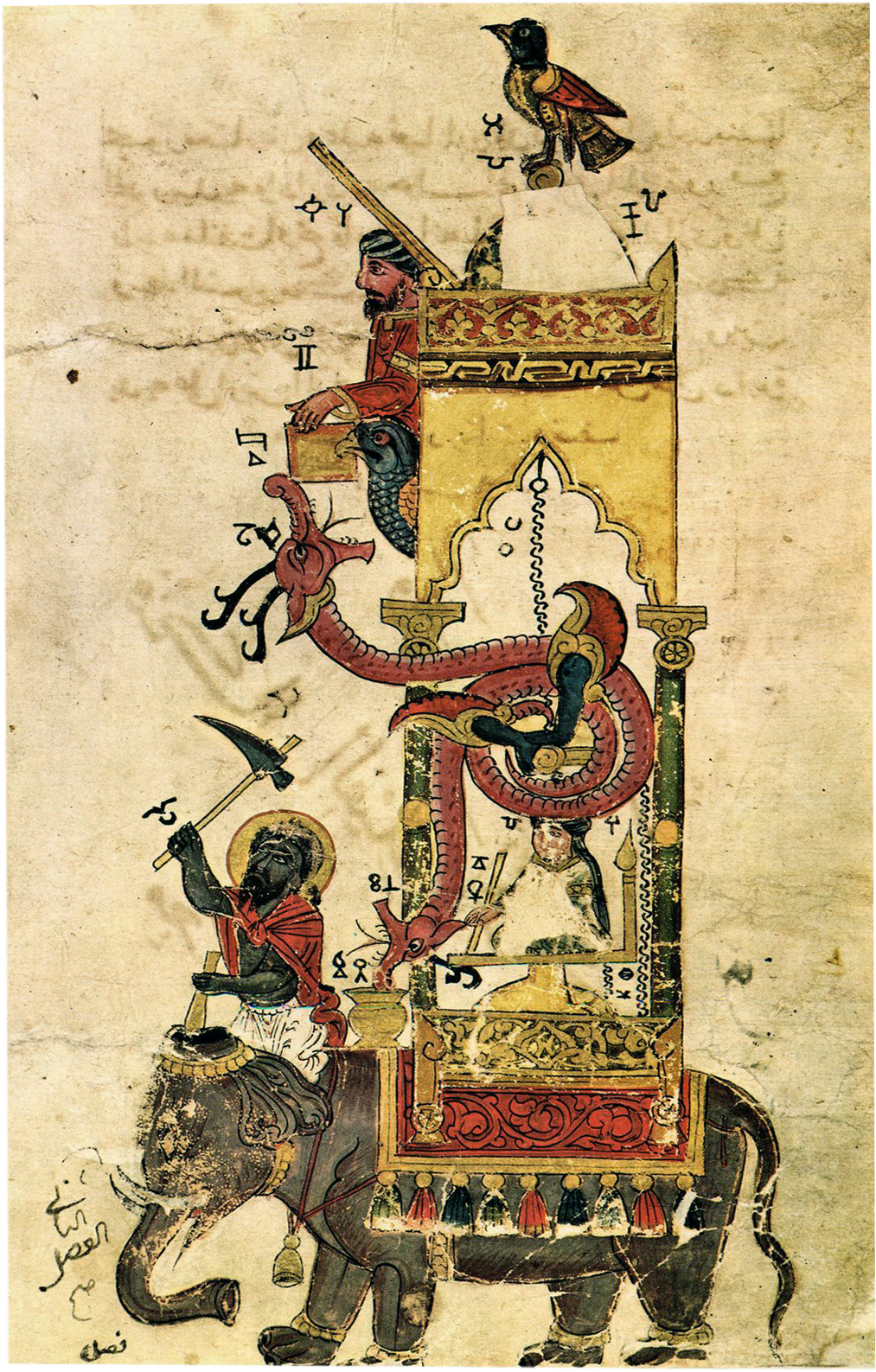
ジャザリーが発明した水動力の時計「象時計」、1206年

20世紀の中国科学史家ジョゼフ・ニーダムによると、メソポタミアから中国に水時計が伝わったのは、紀元前2000年から紀元前1000年頃の殷の頃である。漢の時代となった紀元前202年、水時計は外流式から、浮きと連動してバーが動く仕組みの内流式へと徐々に置き換わっていった。後漢の科学者張衡は、水時計内の水の流速がタンクの水位で変化するのを改良するため、タンクと水時計の間に予備タンクを設ける工夫をしている。南北朝時代の紀元550年頃にはオーバーフローさせることによって水位が（つまり底の水圧が）一定となるタンクが水時計に利用された。その詳細が後に沈括によって記録されている。隋になった610年頃、耿詢と宇文愷は水時計に初めて棹ばかりを組み込んだ 。ジョゼフ・ニーダムはこれを評して「水時計に棹ばかりを組み込んだことにより、水速を好きなように調整することができるようになった。当時は昼と夜とで時間の刻み間隔を変えていたが、それにも対応できるようになった。オーバーフロータンクも必要なくなった」と語っている。
紀元前270年から紀元500年の間、ギリシアのクテシビオス、ヘロン、アルキメデスや、ローマの時計学者、天文学者らはより精巧に水時計を改良していった。特に、流速を一定にすること、表示を見やすく華麗にすることに力が入れられた。例えば時間が来ると鐘を鳴らしたり、小窓が開いて人形が出てきたり、針や文字盤が動いたりするものであった。星図と組み合わされたものもあった。
非常に凝った作りの水時計の一つに、アラブ人によるもの (Timeline of Muslim scientists and engineers) がある。特に、ジャザリーが1206年に作った水時計は当時「他のどのものよりも優れている」と謳われており、彼はこれを「象時計」と名づけて解説書も作っている。これは1年を通じて使える仕組みになっている。この時計にはタンクが2つ付いており、上のタンクは時刻表示機構とつながれており、下のタンクは圧力調節器につながれている。夜明けに合わせて水のコックを開けると、上のタンクの水が圧力調節器を通して下のタンクに流れ込むので、圧力が常に一定になるようになっている。

#### 火時計

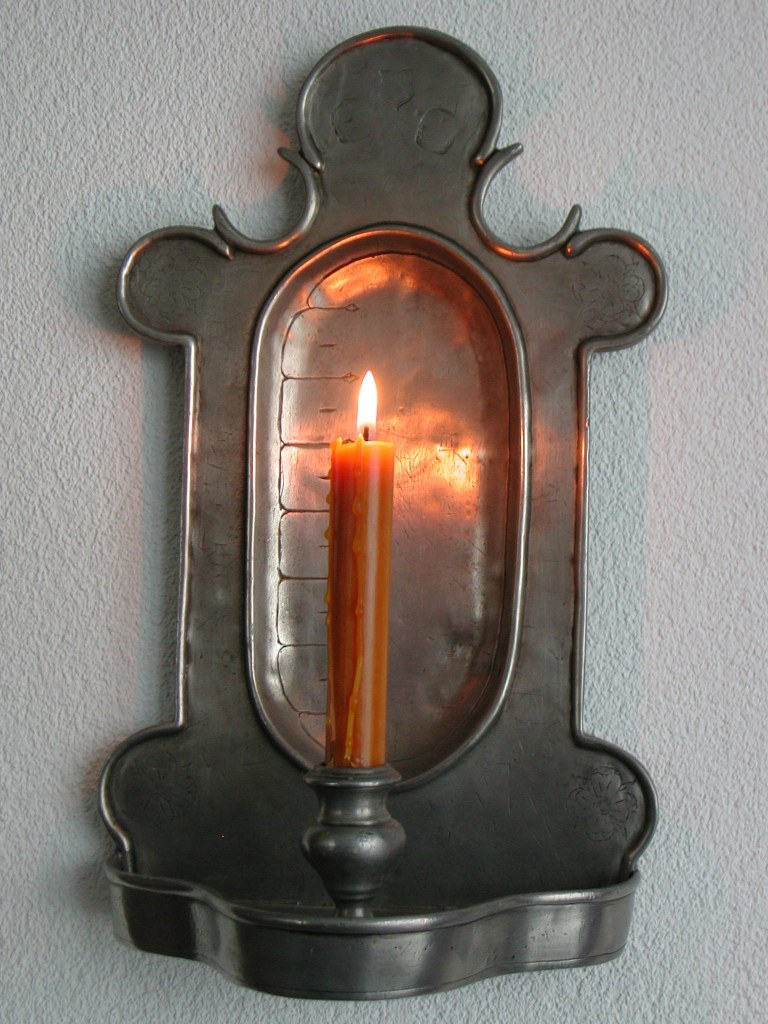
ロウソク時計の一つ

火時計とは、何かを燃やして、その燃えた量（もしくは燃え残りの量）を調べることで、火を付けてから経過した時間を計る時計である。燃焼時計とも呼ばれる。
火時計の起源はよくわかっていない。記録としては520年の中国の古詩に書かれたものが知られている。この詩によると、夜間の時刻を知るのに使われていた。日本でも10世紀初頭には火時計が使われていた。
初期の火時計として有名なのは、9世紀イギリスのアルフレッド大王によるものである。この火時計は、72ペニーウエート（約110グラム）のロウを使った6本のロウソクを使ったもので、ロウソクの長さは30センチメートルであり、2.5センチ毎に印がつけられていた。1本のロウソクが燃えきるのに約4時間、2.5センチの印あたり20分であった。火が付けられたろうそくは風で消えないように木枠の箱に入れられた。
当時もっともすぐれていた火時計は、1206年にジャザリーが発明したものである。これには文字盤が付いており、現在と同じような回転接続の仕組みが組み込まれていた。20世紀の科学史家ドナルド・ヒルはジャザリーの火時計を解説して「彼のロウソク時計は、芯の周りに蓋がかぶせられているので、溶けたロウが安定して落下する仕組みになっている。余ったロウが取り除かれる仕組みになっているので、時間とともに一定速度でロウソクが軽くなっていく。ロウソクは浅い皿の上に置かれており、その重さが滑車を使って文字盤に伝わり、時を示すようになっている。これほど精巧な火時計は無い」と語っている。

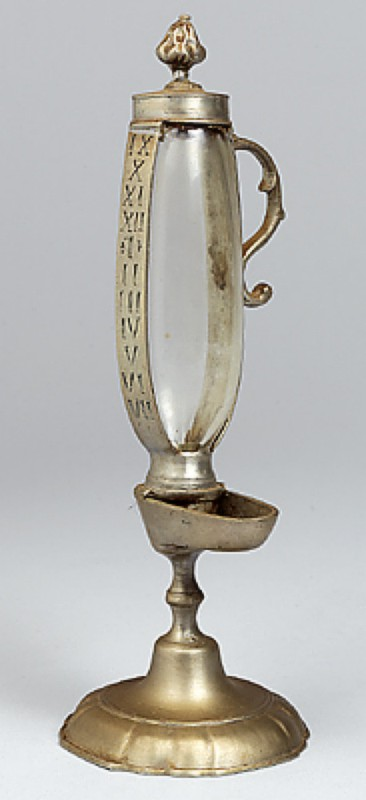
ランプ時計

ランプ時計というものもある。目盛りは夕方から翌朝にかけての時刻が表記されているものが多く、夜間の照明を兼ねる時計であり、燃料油の減り具合で時を見るというものである。燃料油には、煤が少なく品質が安定していることから、主に鯨油が使われた。

#### 香時計

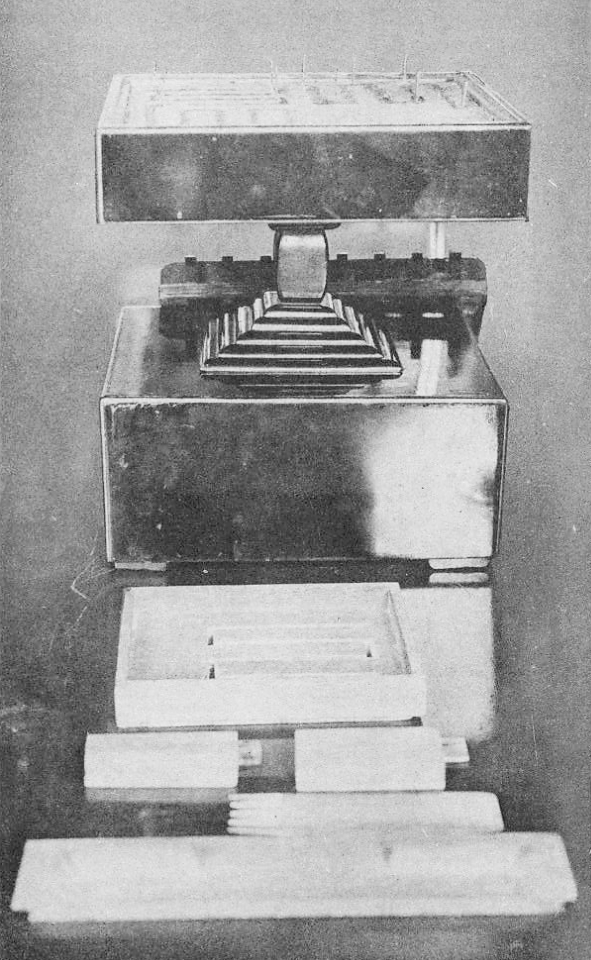
幕末期の香盤時計

東洋にはさまざまな装飾が施された香時計があった。6世紀頃の中国で使われており、日本の正倉院には当時のものが残されている。なお、正倉院の香時計には漢字ではなく古代インドの文字デーヴァナーガリーが刻まれている。このことから、20世紀の中国史家エドワード・シェーファーは、これはインドで作られたものであり、仏教行事に使われていたと推定している。香からは大きな炎が上がらないので、ロウソクよりも燃え方が安定しており、火災の危険も小さい。
いろいろなタイプのものがあるが、最も多いのが線香を用いたものである 。この線香時計に使われた線香は線香時計専用に調整されたものであった。凝った作りのものも多くあり、例えば一定長さごとにおもりが付けられていて、時間が来るとそのおもりが落ちて銅鑼などを鳴らす仕掛けのものもあった。時計自体にも凝った装飾が施されていた。線香の香りもいろいろなものが使われており、一定時間ごとに香りが変わるものもあった。長時間使える渦巻状のものもあり、寺や家の天井から吊るして使われていた。
日本の芸妓はサービス時間を線香時計で測って料金を計算していた（土地によって「線香代」、「花代」などと呼ばれる）。
線香をもっと複雑な紋様に形作ったものも使われた。宗教的な目的に使われたことが多く、その他には集会で使われたり、学者らに使われたりした。そのような線香は、溝が彫られた木や石で香を成型して作られたものである。主として中国で使われたが、日本でも一部で使われたことが知られている。ある時間が来ると特別の香りがするように作られたものもあった。燃え尽きるまでの時間は線香の長さと比例し、12時間ぐらいから1ヵ月ぐらいになるよう調整されていた
初期には木や石の型が使われていたが、宋の頃には金属の型が使われ始めた。金属だと微細な加工が可能なので、大小さまざまなものや、非常に凝った模様のものも作られた。また、小型のものもよく使われるようになり、贈答品などにも用いられた。これらの紋様線香時計は現代の時計収集家にも珍重されているが、そのほとんどは博物館や寺などが所有している。

#### 水時計へのギアと脱進機の組み込み

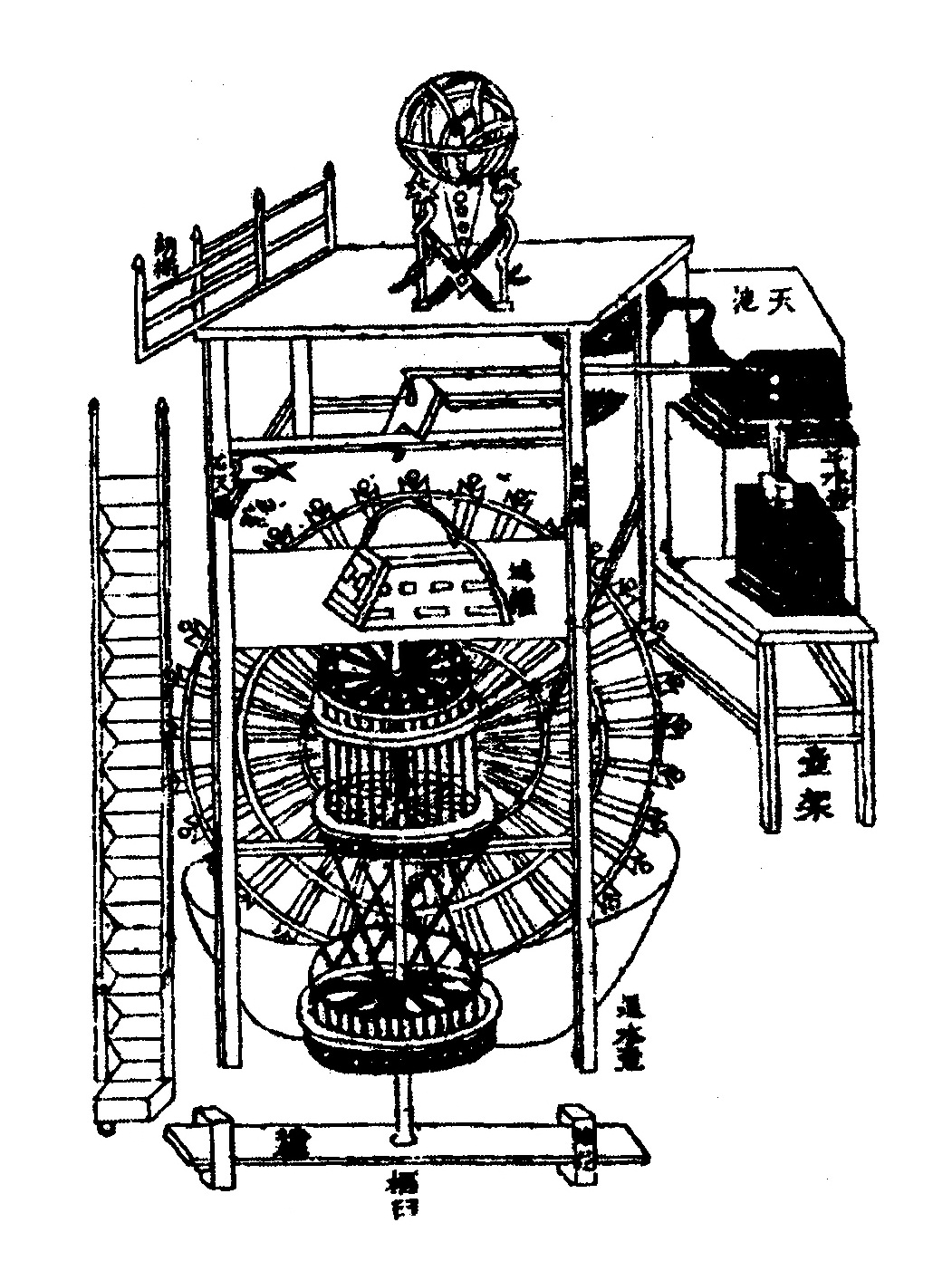
蘇頌が発明した時計台の構造図。蘇頌の自著に掲載されたもの

脱進機が時計に初めて使われたのは唐の長安においてで、密教僧で天文学者の一行と役人の梁令瓚によるものだった。天文道具を時計に応用したもので、同時代の人が次のように描写している:
一行の時計は水時計であり、冬季には凍って使えなかった。976年、北宋の張思訓は水の代わりに水銀を使い、零下39℃まで使える時計を作った。張思訓はこの技術を使って高さ10メートル (33 ft)の時計台を作り、4半刻毎に鐘が鳴るようにした。また、1088年、同じく北宋の蘇頌は、大きさこそ張思訓と同程度であるが、天球儀が回転するという大がかりな時計を作っている。この装置はチェーンドライブを使って連続的に動かすことが可能となっている。この時計は首都開封に設置されたが、後に金の軍によって、金の首都燕京に持ち去られている。ただし、金はこの時計を再び組み立てることはできなかった。持ち去られた後、蘇頌の息子が同じものを作っている。10世紀の張思訓、11世紀の蘇頌の時計台は、世界でも初期の鐘撞時計だった。
11世紀、アラビア人技術者のイブン・ハラフ・ムラーディーは、現在のスペインにあるアンダルスで初めてギアを使った時計を作った。この時計には遊星歯車機構が使われていた。また、1154年、アラビア人技術者のカイサラーニー (al-Kaysarani) は、現在のシリアにあるウマイヤ・モスクに1時間毎に鳴る鐘撞時計を作った。当時のアラビア人はこの他にもギアトレーンや自動人形が組み込まれた時計も作っていた。アラビア人も、中国人と同様、いくつかの水時計に脱進機を使っており、それは大きな錘を使って水圧が一定になることを使用したものであり、それにより水が低速で一定量ずつ流れるようになっている。
アラビア語の文献に初めて機械時計の記述が出てくるのは、1565年頃のタキー・アッディーンの著書『機械時計製作における輝ける星』においてである。アルジンはこの時計を、おもりを動力としたものであり、王冠歯車が利用されており、アラームと月齢表示機能が備わったものと記している。1277年から継続してアラビア語からスペイン語に翻訳されたLibros del saber（知識の本）には、アラビア人がおもりを動力源とした初期の水銀時計を使っていたことが数ヶ所に記されている。
ヨーロッパでは、1365年頃にジョバンニ・デ・ドンディがギアを使った天文時計を作っている。

#### 天文時計

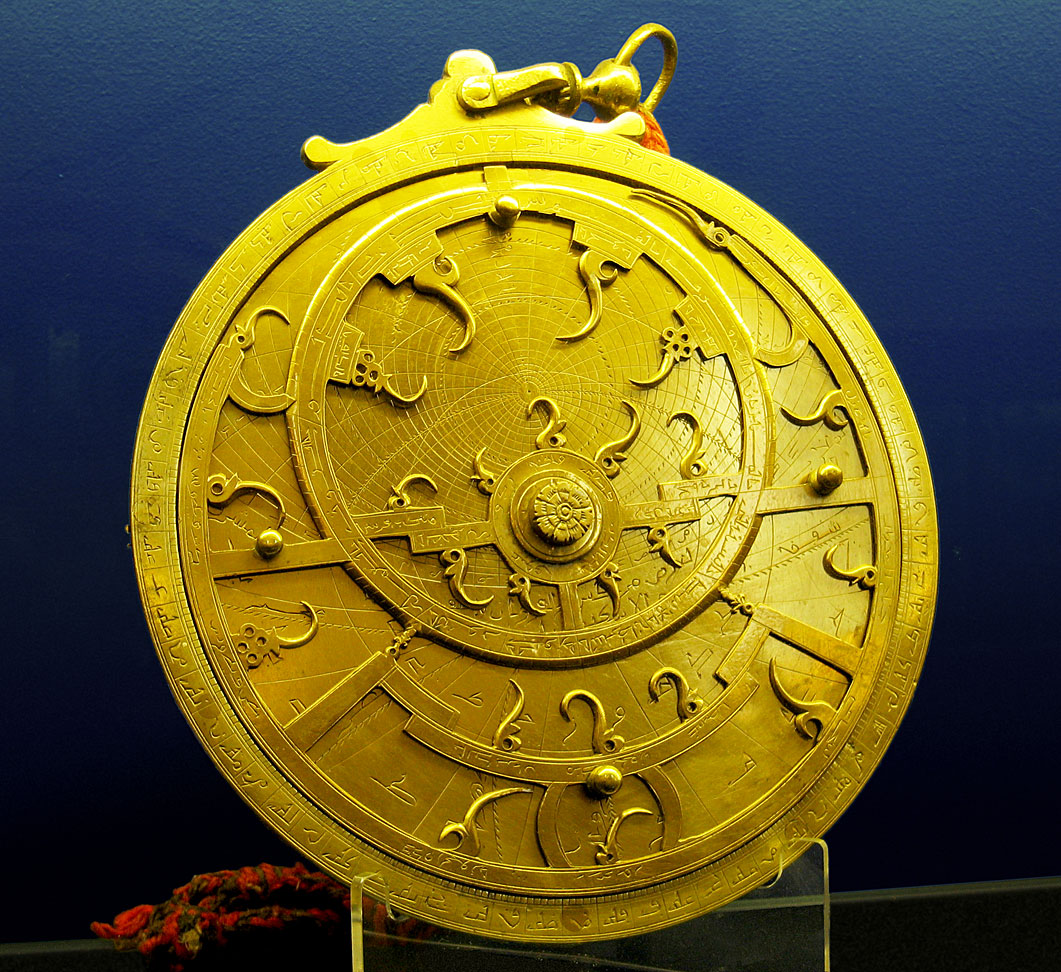
イスラムの天文学者はアストロラーベをモスクや天文台で天文時計として使った。

11世紀、宋 (Technology of the Song Dynasty) の天文学者、時計技術者、機械技術者の蘇頌は、首都開封に水動力式の天文時計を作った（前述）。エンドレスで動かせる時計としては世界初だった。
同じころ、イスラムの天文学者らも精巧な天文時計を作り、モスクや天文台で使用していた。たとえば10世紀、アブドゥル・ラフマーン・スーフィーは天球儀の時間測定に使っている。11世紀のアブー・ライハーン・ビールーニーや、13世紀にムハンマド・イブン・アビー・バクル(Muhammad ibn Abi Bakr)が作ったのアストロラーベはとりわけ精巧だった。これらの装置は時間測定器であるとともに、カレンダーの役割も果たしていた。
1206年にはジャザリーが水力式の天文時計台を作っている。これは動作のプログラムを組み事ができる一種のアナログコンピュータであった。高さは11フィート (3.4 m)であり、時間に関するさまざまな指標を表示することができた。たとえば黄道、太陽、月の軌跡なども模型で表示されるようになっていた。季節変動の補正が手動で行えるようになっていた。さらにはきまった時間になると、5つの模型人形が水力で動き、それに合わせて音楽が奏でられるようになっていた。水タンクには浮き、圧力調整機、バルブ、プーリーなどが組み込まれていた。
14世紀にはイブン・シャーティルが天文日時計を作っている。

## 近代
時計の動力源にはさまざまなものが使用された。重力、バネ、電気などである。機械式時計を発明したのは、先述したように8世紀中国の梁令瓚と一行であるとされている。しかしながら西洋では14世紀まで機械式時計は使われなかった。時計はもっぱら中世修道院で祈祷の時間を計るのに使用されていた。以後は改良が進み、16世紀にはオスマン帝国（トルコ）のタキー・アッディーンが機械式アラーム時計を作り、17世紀にはオランダの科学者ホイヘンスが振り子時計を作っている。

### 伝統的手法の改良

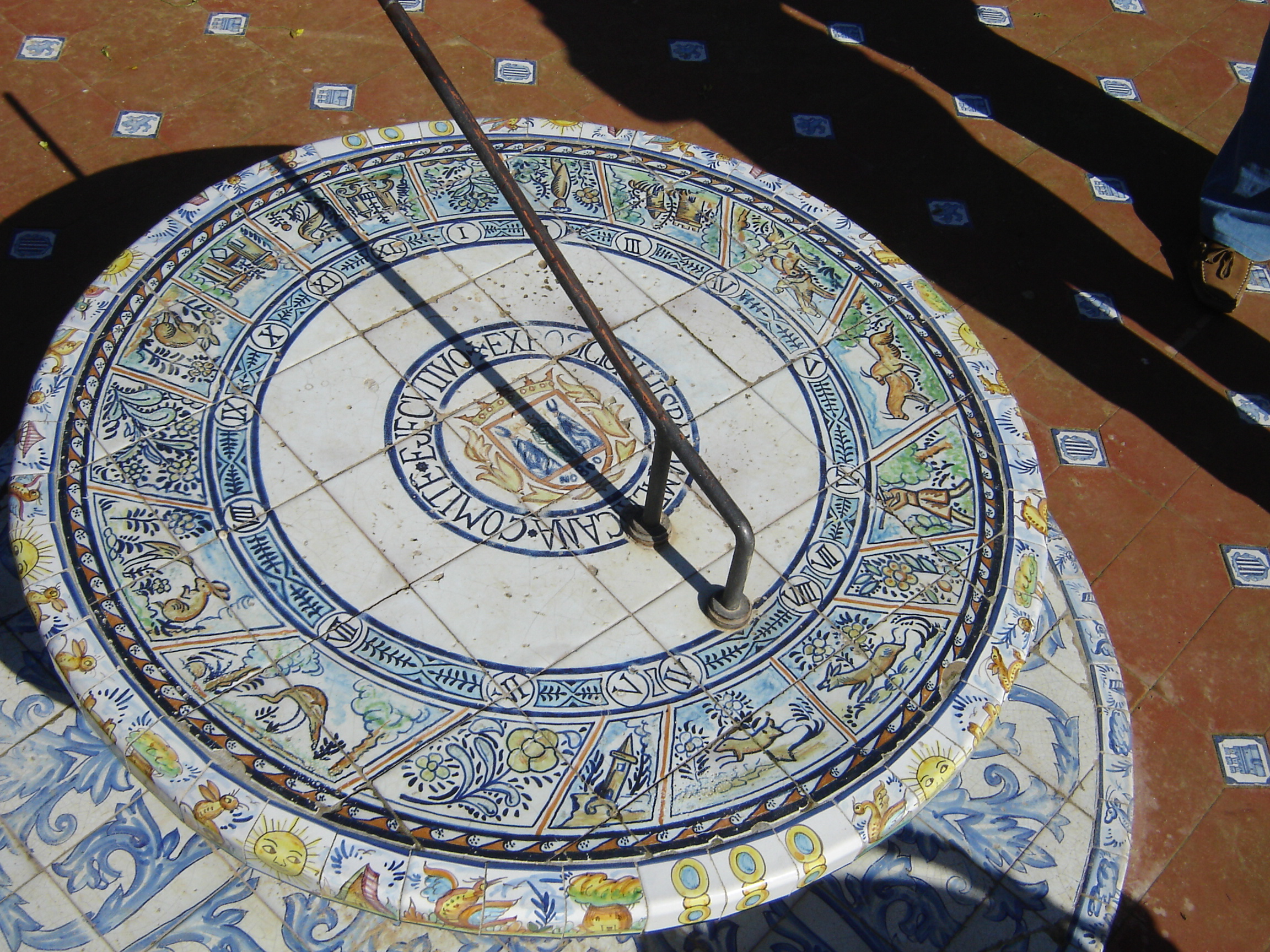
スペインセビリアで作られた日時計

近代的な日時計はイスラムの天文学者が作ったものを改良して作られた。イスラム以前の日時計は、棒の先端位置を読み取るだけのものなので、季節の変動を補正せず、単に日中の時間を12に分けただけのものだった。そのため見掛け上、冬は1時間が短く、夏は1時間が長くなった。1371年、イブン・シャーティルは、9世紀のバッターニーが考案した三角法を元にして、年を通して時間間隔が変わらない日時計を発明した。シャーティルは、日時計の棒を鉛直に立てるのではなく、地軸方向に合わせておけば、季節の影響を受けないことに気がついた。この考えを元にデザインされた日時計の棒はグノモンと呼ばれる。彼がこの考えに基づいて作った日時計は、最古の地軸型日時計として現存している。ヨーロッパがこれに気づいたのは1446年のことであった。
ルネサンス期には地動説の発見と三角法の発達により、日時計が大いに発達し、大型のものも作られるようになった。1524年にフランスの天文学者オロンス・フィネが作った象牙製の日時計は現代にまで伝わっている。1570年にはイタリアの天文学者ジョヴァンニ・パドヴァニが、解説書の中で日時計の設計法について記している。同じくイタリアの天文学者ギウセッペ・ビアンカーニは1620年頃の著書 Constructio instrumenti ad horologia solaria で日時計の作り方の説明をしている。
ポルトガルの冒険家マゼランは1522年の世界航海のために、船団それぞれの船に18個の砂時計を載せさせていた。当時、海上で使える信頼できる時計が砂時計ぐらいしかなかったためである。この方法は11世紀以来のものであり、方位磁石と共に航海には欠かせないものだった。航海に砂時計が使われていた様子は1338年、イタリアの画家アンブロージョ・ロレンツェッティが Allegory of Good Government の題で描いている。15世紀以前には、砂時計は航海のみならず、教会、工業、調理などで幅広く使われていた。砂時計には再利用ができ、それなりに正確で、作りやすいという利点がある。これらの用途から、砂時計の絵は死、機嫌、チャンス、過去を意味するようになり、特にひげを生やした老人を暗示するようになった。砂時計は中国でも昔から使われていたらしいが、詳しくはわかっていない。

### 初期のヨーロッパの機械式時計

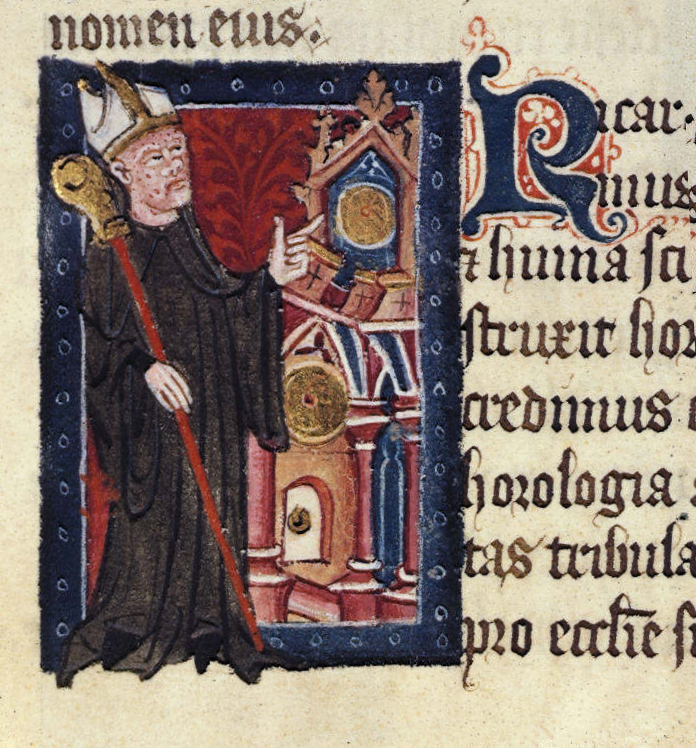
ウォリンフォードのリチャードがセントアーバンス大聖堂に作った天文時計

中世ヨーロッパ最初の時計職人は、キリスト教の修道僧だった。中世ヨーロッパでは宗教行事の作法が厳格に定められており、祈祷時間等も正確に決められていた。そのためには正確な時計とタイマーが必要であり、水時計、日時計、目盛りが付けられたろうそく、およびそれらを組み合わせたものが使われた。機械式時計が使われるようになると、より正確な時間を表示させるために、1日に2回は時計の誤差が修正された。特に時報の鐘の時間は正確であることが求められた。
この宗教上の必要性が時計の進歩に非常に大きな影響を与えており、現代の歴史家トーマス・ウッズ (Thomas Woods) は次のように述べている。
「修道僧は優秀な時計職人でもあった。記録に残っている最初の時計は、996年頃、後にローマ教皇となるジェルベールがドイツの町マクデブルクに作ったものである。」

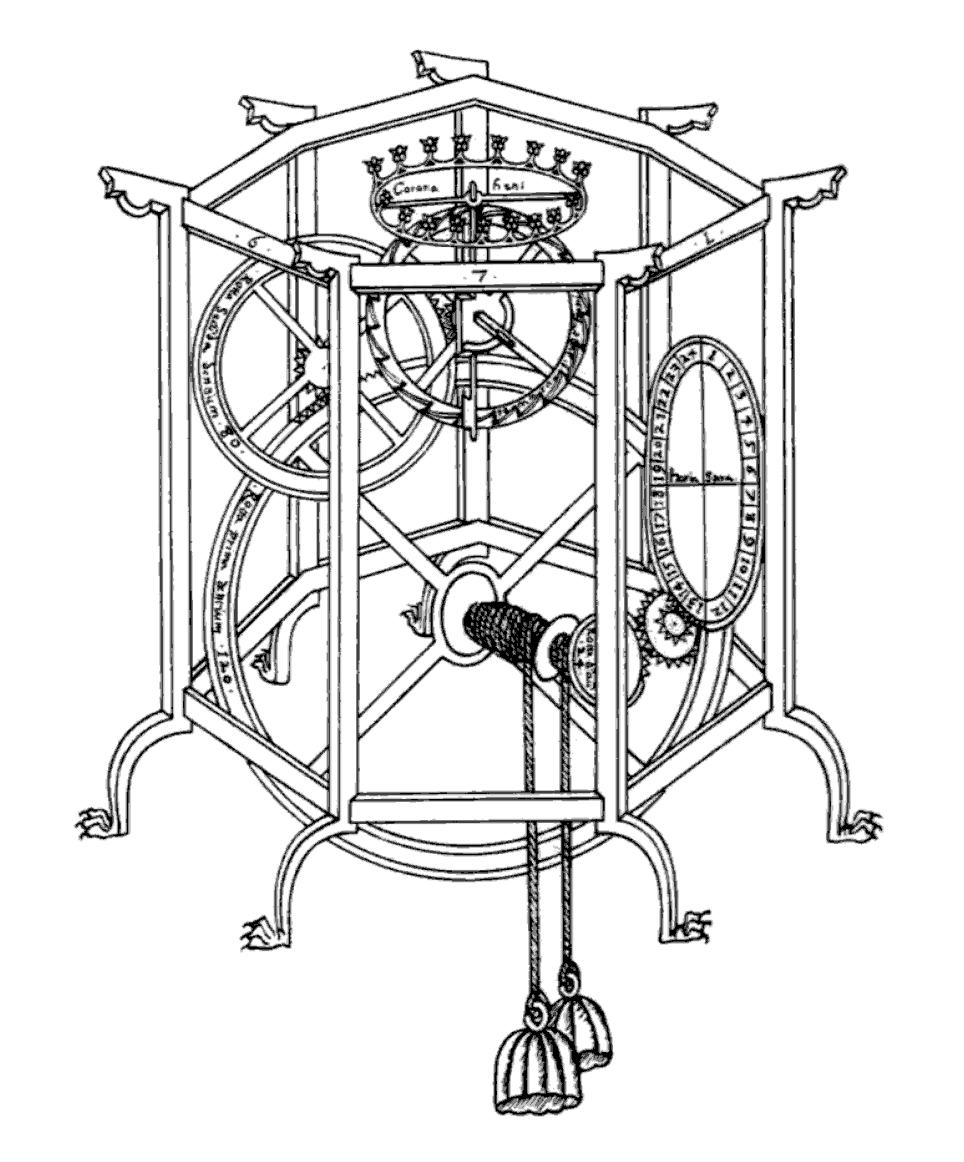
1364年、パドヴァの天文時計

11世紀の文献の記載から、当時のヨーロッパで時計が普及していたことがわかる。14世紀初頭、イタリアフィレンツェの詩人ダンテの『神曲』の中には、鐘を打つ時計が登場する。時計の詳しい仕組みについて解説した初期の文献に、パドヴァ大学教授で天文学者のジョバンニ・デ・ドンディによる1364年の論文 Il Tractatus Astrarii がある。この論文を参考に各地で機械式時計が作られ、その一つがロンドンのサイエンス・ミュージアムやアメリカ、ワシントンのスミソニアン博物館に伝わっている。この他、イタリアのミラノ(1335年)、フランスのストラスブール(1354年) (Strasbourg astronomical clock) 、スウェーデンのルンド(1380年) (Lund Cathedral) 、フランスのルーアン(1389年)、チェコのプラハ(1462年)などでも作られている。
イギリスソールズベリー大聖堂の時計 (Salisbury Cathedral clock) は1386年から現在まで稼働しており、世界で最も古い現役の時計として知られている。オリジナルの部品も多く残っている。この時計には文字盤がなく、決まった時間ごとに鐘を打つだけのものである。ハンドルとギアは鉄の枠の中に収められており、その大きさは1.2メートル (3.9 ft)四方である。枠は金属のペグなどで固定されており、脱進機は王冠歯車型 (verge and foliot) であり、当時もっとも一般的だったものである。動力はプーリーでつながれた2つの大きな錘である。車軸にぐるぐると巻きつけられたロープの両端におもりが付けられており、重いほうのおもりが少しずつ落ちて行って、この車軸が回転する。その動きが主車輪に伝達され、脱進機の機構で定速回転する。また、エアブレーキで回転を抑える仕組みも組み込まれている。
英語clockが指すものはひろく、腕時計から大時計までが含まれる。clockは中世ラテン語で鐘を意味するcloccaが語源であり、中世英語clokke、古フランス語のcloque、中世オランダ語のclockeも鐘を意味する語である。そして当時のclockは実際にも時報として鐘を鳴らすものであった。もともと鐘 (bells) 自体が時報として使われ始めたものであり、特に船鐘 (Ship's bell) や修道院でよく使われた。以後この節では「時計」をclockの意味で用いる。
1390年頃、イギリスのグラストンベリー修道院の修道僧ピーター・ライトフット(Peter Lightfoot)は、ウェルズ大聖堂の時計を作った。文字盤には天動説に基づいた天体図が描かれており、太陽や月も地球周りの決まった軌道を回るように作られている。コペルニクスの地動説以前の中世の宇宙思想をあらわした独特のものである。時計盤の上には2体の人形が置かれており、15分毎に鐘を打つ仕組みとなっている。この時計の動力は17世紀に振り子と錨型脱進機に入れ替えられ、1884年にロンドン科学博物館に移され、今でも動作している。同じタイプの時計horologesがエクセター大聖堂、デヴォン (Ottery St Mary) 、ドーセット (Wimborne Minster (church)) にも残っている。

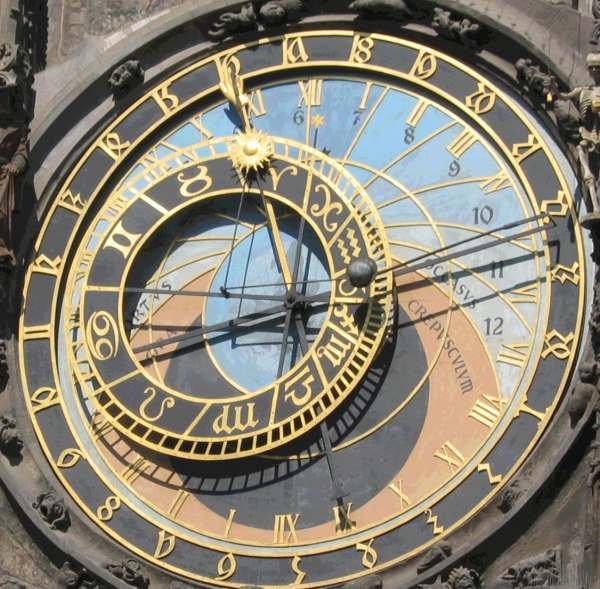
プラハの天文時計(1462年)の表示盤

現在には伝わっていないが、14世紀にウォリンフォードのリチャードがイギリスのセント・オールバンズ大聖堂に作った天文時計というものがある。この時計は16世紀にイングランド王ヘンリー8世によるカトリック修道院破壊 (Dissolution of the Monasteries) で失われてしまったが、リチャードによる記録が残されていたため、原寸大で再建されている。この時計は時刻を表示するだけではなく、太陽の位置や月齢、月食、星と惑星の動き、幸運の車輪、ロンドン橋における干潮を表示することができた。歴史家のトーマス・ウッズはこの時計を評して「非常に洗練されており、これを上回るものは少なくともこの後の2世紀は現れなかった」と語っている。ジョバンニ・デ・ドンディもまた、優れた時計技術者だった。彼自身の作品は残されていないが、同じものの複製品が現代にまで伝わっている。デ・ドンディの時計は7面体構造であり、107の部品からできていた。太陽、月、5つの惑星の動きを表すことができ、宗教的な祭日も表示された。当時の大修道院や僧院は、重要な日・時刻を表示するのに、水力式時計に代えて機械式時計を組み込むようになった。
中世を通じて、時計の重要な目的は宗教活動のためであった。宗教以外の目的が主で時計が使われたのは、15世紀頃からだった。早い例では1466年、ダブリンの裁判所兼議会（Tholsel）に時計が設置され、公式な時刻が表示されるようになった。これは恐らくこの種の時計の初めてのものであり、針は時刻を表示するためのもの（いわゆる短針）のみが付けられていた。この頃、城に時計塔が備えられる例が多くなっていった。例えば1435年のリーズ城の時計台があり、この時計の表示盤には磔刑のキリスト、聖母マリア、聖ゲオルギウスの肖像画が描かれていた。
中世の西ヨーロッパの時計塔は鐘撞時計であるものも多い。プラハの天文時計は、一説によると1490年に時計職人Jan Růže (別名Hanuš) によって、別の説によると1410年に時計職人カダニのミクラシュと数学者ヤン・シンデルによって作られたものである。毎日12時になると模型人形によるパレードが行われる。1493年、レッジョ・エミリアから来た時計職人ジャン・ライニエリ(Gian Carlo Rainieri)は、ヴェネツィアのサン・マルコ広場に、サン・マルコ時計台の頂点に備えられたサン・マルコ時計を作っている。1497年、シモーネ・カンパナート (Simone Campanato) は高さ2.6メートルの2体の機械式ブロンズ像が鳴らす仕組みの巨大鐘を造り、その像はDue Mori (「2人のムーア人」)と呼ばれた。

#### オスマンの機械時計
アラームが鳴る時間を使用者が調整できるタイプの機械式目覚まし時計の最初は、オスマン帝国の技術者タキー・アッディーンによるものである。彼は1559年に書いた本の中でその時計の仕組みを解説しており「この機械式時計の仕組みには数々の最新技術が駆使されている」 (Al-Kawākib al-durriyya fī wadh' al-bankāmat al-dawriyya)と述べている。彼のアラーム時計には輪の中に棒が置かれた形の警報機が備わっており、設定した時間が来るとその棒が動いて鐘が鳴る仕組みである。
その同じ本の中で、タキ・アルジンは機械式天文時計（彼自身は「観測時計」と呼んでいる）についても述べており、天体の動きを分刻みで表現する性能を持っている。この時計はアラビア数学に基づいた設計がなされている。彼はこの時計にさらなる改良を施しており、イスラム天文学についての自著 Istanbul observatory of Taqi al-Din (1577–1580) の中で、秒単位にまで改良された旨が書かれている。その説明には「この時計には3つの文字盤 (Dial (measurement)) が使われており、それぞれが時、分、秒を表す」と書かれている。これは16世紀の実用天文学にとって大きな出来事であり、それまでの時計は天体観測の目的には不十分なものだった。さらに彼は時計表示面 (Clock face) の文字盤を一つに減らす改良を施しており「一つの文字盤で時間、分、秒が表しており、さらに分の表示には5秒毎に刻みが入れてある。」。
タキ・アルジンが「数々の最新技術を駆使した」と呼ぶ最初の天文時計は、ばねが使われていたことも特筆に価する。これも世界初であり、1556年のピーター・ヘンラインとほぼ同時期である。彼はスプリングを動力とした懐中時計も作っており、これはヘンレインが1524年に作ったのにわずかに遅れている。ただしタキ・アルジンの時計は分単位の表示まで可能である。他にも1702年、分刻みが可能な時計を作ったオスマン帝国の職人Meshur Sheyh Dedeがいる。

### 時計の普及

#### 振り子時計
機械式時計は小型化が進み、15世紀には家庭用の時計が、16世紀になると個人用の時計が作られた。1580年代、イタリアの博学者、ガリレオ・ガリレイは振り子を規則正しく動かす機構を発明した。ガリレオが振り子について研究したのは1582年以前のことであるが、彼は当時、それを時計に応用しようとはしなかった。初めて振り子時計を設計したのは1656年、オランダの科学者クリスティアーン・ホイヘンスだった。最初のものは1日に1分ほど狂うものであったが、後には10秒程度にまで縮められている。
17世紀および18世紀の振り子時計に欠かせない存在なのがイエズス会である。1秒単位で正確な時計が作られており、イタリアの天文学の父ジョヴァンニ・バッティスタ・リッチョーリはこの時計を9人のイエズス会の会員に対して「1日（86,400秒）に87,000回ほど振動している」と解説している。当時の技術を駆使し、ホイヘンスなど同時代の科学者の助力を得て作られている。
近代的な縦長時計（英語ではgrandfather clockともいう）は、1670年頃に王冠脱進機機構が発明されたのに始まる。それまでの振り子時計は旧式の縁脱進機が使われていたため、振り子の角が100°近くまで広くなければ動作しなかった。そのため、時計を小さくするためには、振り子の長さを短くせざるを得なかった。それに対して王冠機構では、振り子の角度はわずか4°–6°あれば十分であり、振り子の長さを長く、周期を短くすることができる。このため、小さな動力で動かすことが可能となり、摩擦や摩滅の影響が小さくなり、以前のものよりも時刻のずれが小さくなった。当時もっともよく使われていたのが長さ1メートルほどの振り子であり、片道1秒で動くものであった。この仕組みから、時計は必然的に細長く、そのほとんどが振り子が動くスペースで占められる形となった。
振り子時計が生まれてから18年後の1675年、ホイヘンスは、イギリスの自然哲学者ロバート・フックが発明した板バネを改良してヒゲぜんまいを発明し、懐中時計の振子輪用の調整バネ (balance spring) として利用した。これにより、懐中時計は非常に正確になり、今まで1日に数時間狂っていたところを10分程度にまで縮めることに成功した。

#### 時計メーカーの出現

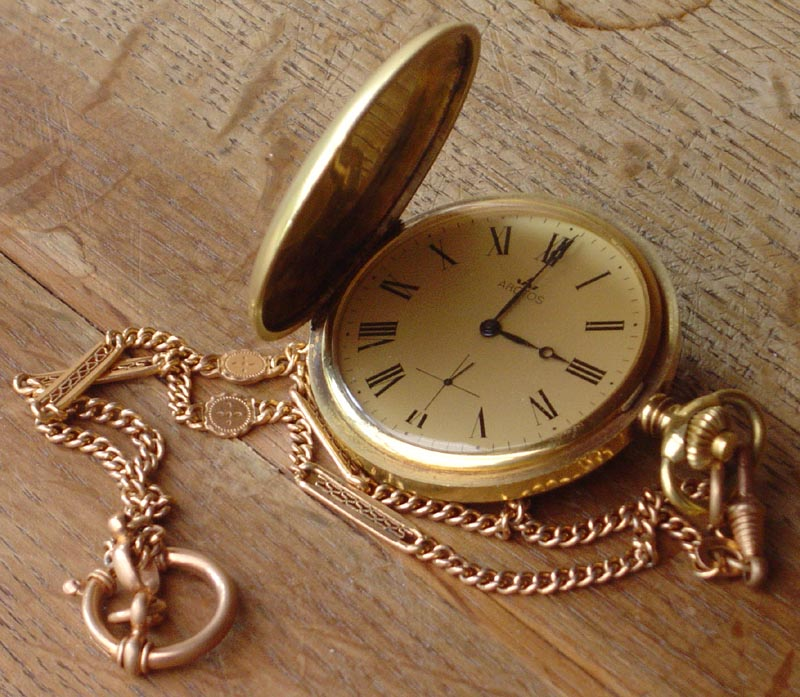
懐中時計の一種

時計メーカーは、鍵屋 (Locksmithing) や宝石屋 (jeweller) のギルドから生まれた。ただし時計製作を専門として大量に作るメーカーが登場するのはかなり後のことである。フランスで時計作りの中心地だったのはパリとブロワだった。特にヴェルサイユの時計職人ジュリアン・ル・ロワはケースデザインと装飾で当時のトップだった。ル・ロワ家は5代に渡る時計職人の家であり、同時代の記録には「フランスで一番技術に優れた時計職人であり、恐らくヨーロッパでも一番である」と書かれている。ジュリアンは特殊な周期機構を発明し、時計の精度を向上させた。彼の時計は文字盤を開けると内部の動きが分かるように作られており、彼が製作あるいは監督した時計は3千5百に上る。他社や他の技術者との切磋琢磨によって、時計の正確さはさらに増していった。
フランス革命期の1794年から1795年にかけて、フランス政府は時刻表示を十進化時間とすることを宣告し、1日を10時間に、1時間を100分に分けた。天文学者で数学者のピエール＝シモン・ラプラスは、他の多くの人と同様、自分の懐中時計を10進法に変えたことが知られている。テュイルリー宮殿の時計は1801年まで10進法で時間を表示していた。ただし時計を10進法にすることは天文学者にとっては意味があったが、一般市民にはさほどメリットが無かったため、経済的な理由もあり、メートル法程には広まらなかった。
ドイツでは、ニュルンベルクとアウクスブルクが時計生産の中心地となり、とりわけシュヴァルツヴァルトは木製の鳩時計の特産地となった。イギリスも17世紀、18世紀には時計製作の中心地の一つとなった。スイスもユグノーの職人が移り住んできたため時計生産の中心地の一つとなり、19世紀にはスイスの工業は「世界で最も高品質な機械時計が作られている」とまで称されるようになった。ワルシャワのアントニ・パテックとベルンのアドリアン・フィリップのパテック・フィリップは当時の主要な時計メーカーである。

#### 腕時計
腕時計は1800年頃に、王族や貴族の女性のための美術品として歴史に登場した。1879年には、ドイツのジラール・ペルゴ社が軍用品として2000個の腕時計を製作している。1900年にオメガは腕時計を商品化したが普及することはなかったと言われる。もっとも、1890年代の写真には、腕時計をした軍人が写っている例も多く見つかっている。
1904年、南米のパイロット、アルベルト・サントス・デュモンは、親友のフランスの時計職人のルイ・カルティエに、懐中時計に代わる、操縦に適した腕時計を依頼した。カルティエの開発したサントス腕時計(Santos wristwatch)のデザインが社交界で評判となり、販売されたことから、紳士用腕時計が普及することになった。。
懐中時計よりも戦闘に有利な腕時計は、第一次世界大戦において将校たちに着目され、さらに（懐中時計は中流階級というイメージがあったため、）下士官兵はもっぱら腕時計を買い求めた。高度な戦略が必要な砲兵や歩兵の将校にとって腕時計は欠かせない存在であった。操縦に適した腕時計は、空中戦に臨むパイロットたちの必需品となった。　そこで軍の請負業者は歩兵やパイロットのために腕時計を一括して大量生産した。第二次世界大戦ではアメリカのパイロットの間ではA-11と呼ばれる腕時計が流行した。それは文字盤が黒地に白字とシンプルで見やすかったためである。

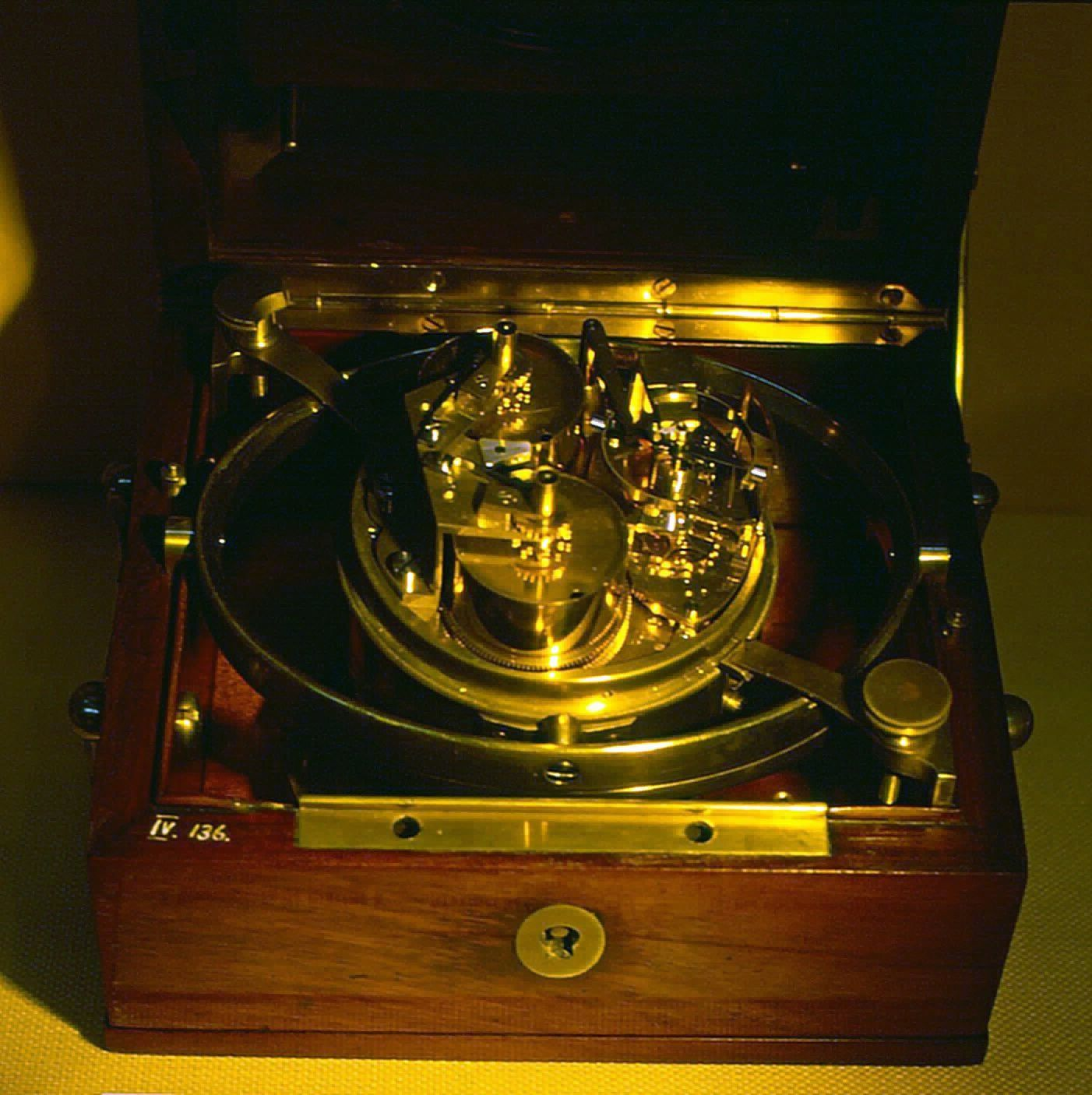
2バレル型のクロノメーター

#### 海洋クロノメーター
海洋クロノメーターは海上で時刻系を測るための時計であり、大航海 (celestial navigation) で経度を求めるためのものである。18世紀、経度が分からなくなり位置を失った船舶の事故が相次いだため、イギリス議会は1714年に、1日の誤差が3秒以内の時計を作った者に2万ポンドの賞金を出すという経度法を制定した。これに沿った時計を発明したのはヨークシャーの職人ジョン・ハリソンであった。彼は1737年に試作機を完成させ、揺れる海上では使用できないものの、1日数秒の誤差とすることに成功した。ハリソンはこの業績を元に250ポンドの資金援助を受け、途中2つの試作品を披露した後、1759年に直径13センチメートル、重さ1.4キログラムの時計を完成させた。ただし評議会の無理解もあってこの功はなかなか認められず、賞金も半額しかもらえなかった。海洋クロノメーターは基準となる経度の時間（大抵はグリニッジ標準時）を刻み、現地時間の正午と比較して経度を算出することができる。

#### クロノメーター

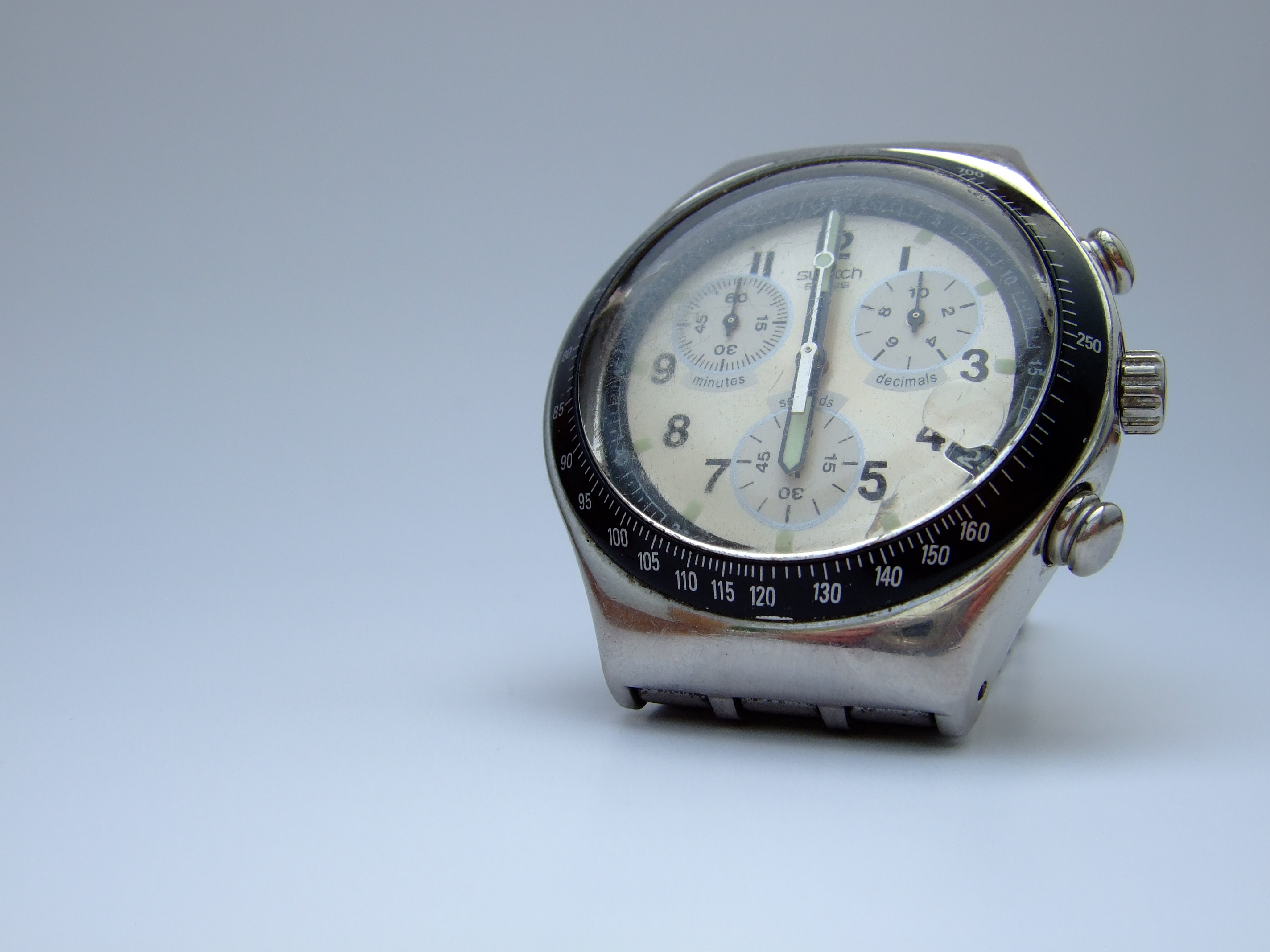
現代のクォーツ式クロノグラフ

クロノメーターは携帯用の非常に正確な時間測定器具である。初期の頃、この言葉は海洋クロノメーターと同じ意味であり、いわゆる経度を測定して遠洋航海するためのものだった。最近では、スイスの機関COSCの認定基準を満たす腕時計を指す。百万以上の「公式認定クロノメーター」が認定されており、とりわけ機械式腕時計型のクロノメーターが毎年COSCの試験をパスし、認定を受け、個々の機械毎にシリアル番号を得ている。COSCによると、クロノメーターには、動かしたり、場所を移したり、温度が変わったりしても狂うことが無いことがまず求められる。この条件をクリアするために、5つの場所、3つの温度条件で試験が行われる。COSCからchronometerの称号が与えられた時計は、動作が保証されている。

## 現代

### 水晶振動子

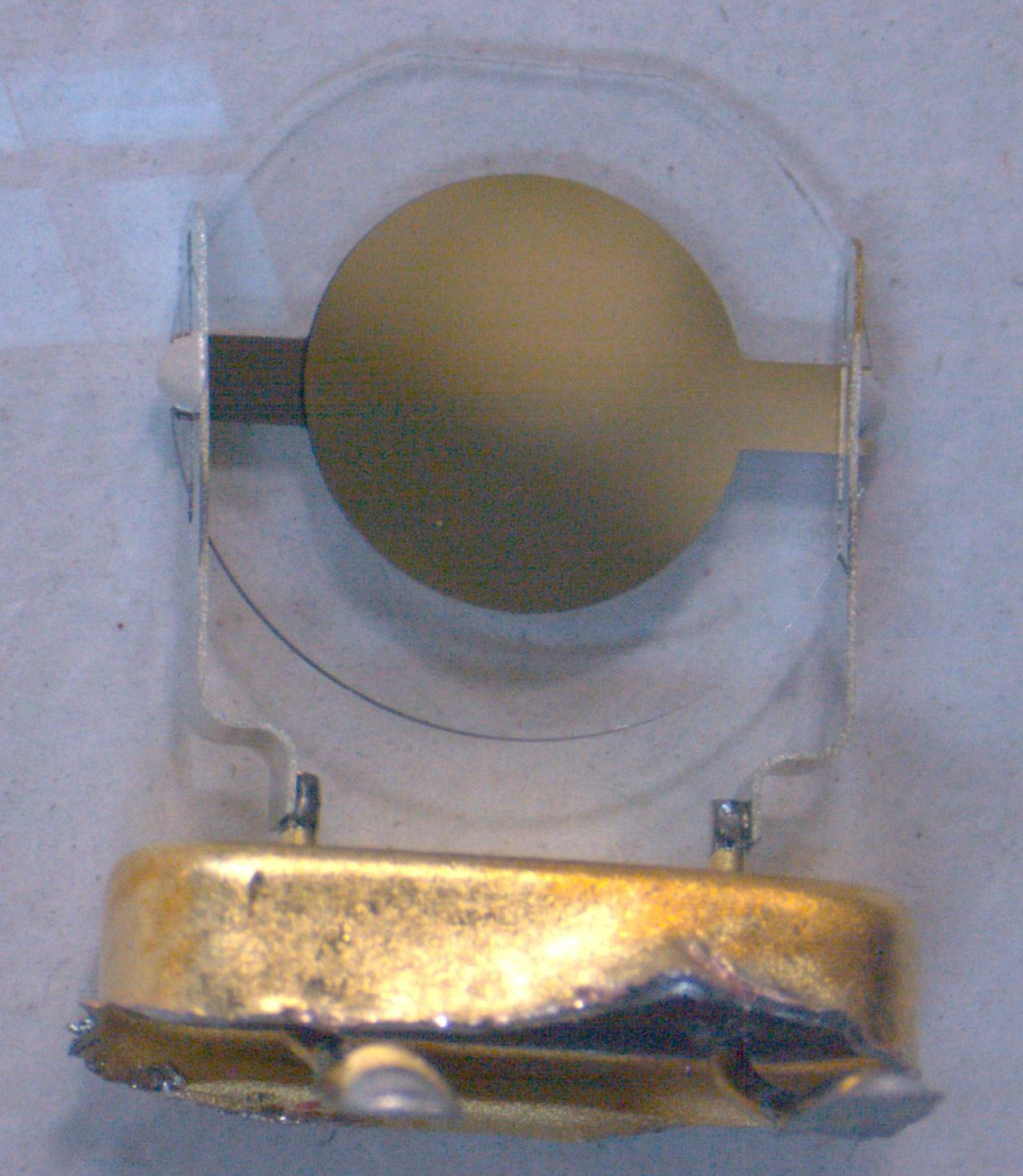
HC-49内部に組み込まれた水晶

石英の結晶が持つ圧電効果は1880年、ジャック・キュリーとピエール・キュリーによって発見された。
石英を使った最初の水晶振動子は、1921年、ウォルター・ケーディによって作られた。また、1927年には水晶振動子を用いた最初のクォーツ時計がカナダのベル研究所のワーレン・マリソンとJ. ホートン(J. W. Horton)によって作られた。
その後の数十年で、クォーツ時計は研究レベルで非常に正確なものとなったが、真空管を使った非常に精巧な作りだったため、限られた用途にしか使われなかった。1932年には、週ごとの地球の回転率の微細な変化を測定できるクォーツ時計が開発された。アメリカ国家基準局（National Bureau of Standards, 現在のアメリカ国立標準技術研究所）はこれを標準時間用として採用し、1929年から1960年代までの間、後に原子時計にその座を明け渡すまで使われた。1969年、セイコーは世界で初のクォーツ腕時計アストロン (Astron) を製造した。水晶振動子の高性能さと低コストのため、数多くのクォーツ時計が生産されている。

### 原子時計

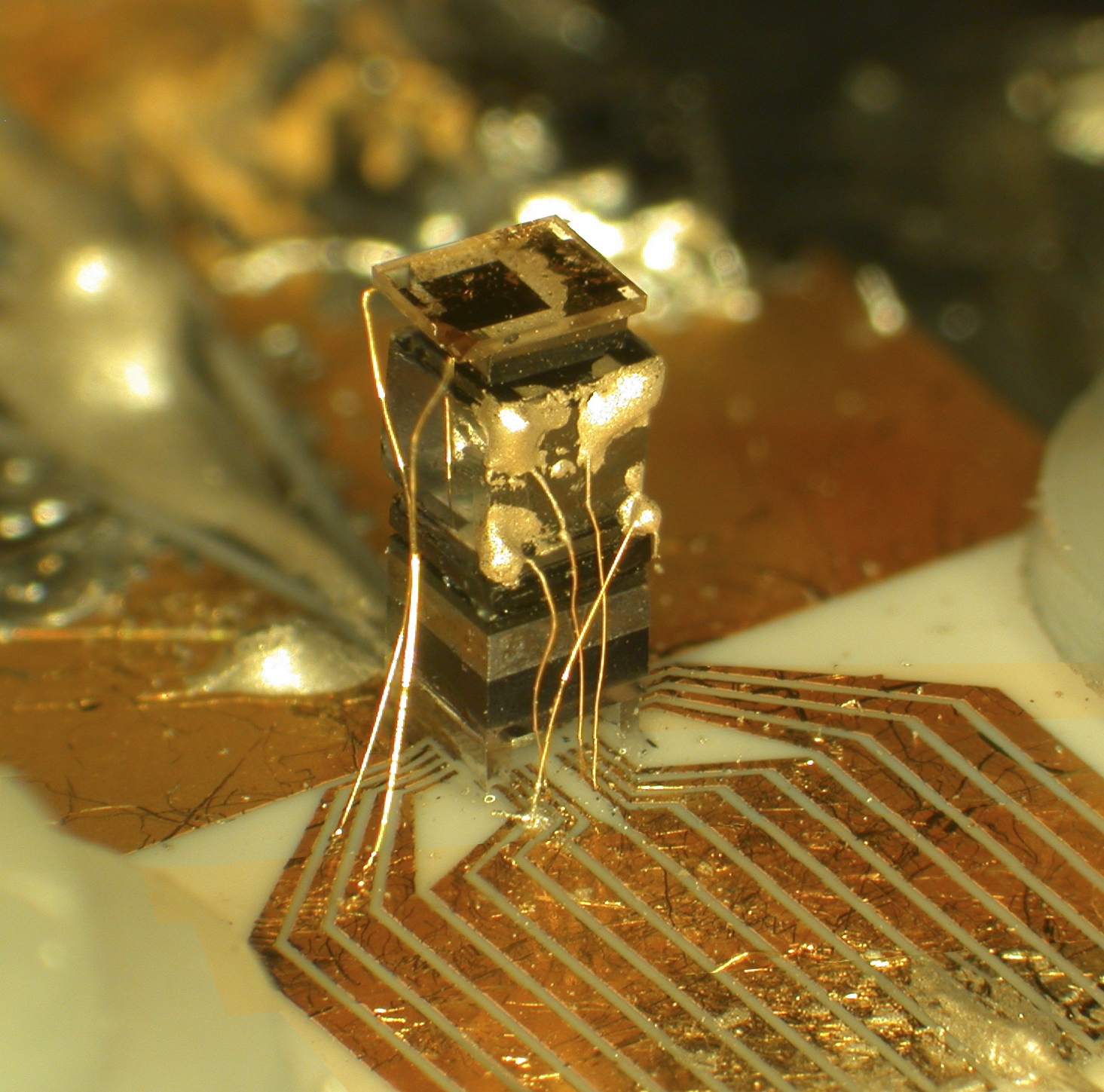
小型原子時計

原子時計は現在知られている最も正確な時計である。数千年で1秒と狂うことが無い。そのため、その他の時計や時間計測器具の校正に使われている。1949年に最初に開発された原子時計は、スミソニアン博物館に展示されている。これはアンモニア分子の吸収線を利用して作られたものであった。現在では、もっぱらセシウム原子のスピン角運動量から求められている。それ以外には水素やルビジウムなど、セシウム以外の原子も使われている。ルビジウムを使ったタイプは小さく、電力が少なくて済み、安価でもある。
原子時計の誕生は時計の歴史上画期的なものである。従来の時計は、地球の自転を24時間と定義し、それをいかに正確に計測するかを目的に発展していったのだが、原子時計の精度は地球の自転速度の精度を上回るようになった。そのため1967年、国際単位系 (SI) においては、セシウムの性質を時間基準として採用した。国際単位系では、1秒を「基底状態の 133Cs 原子における2つの電子のスピンエネルギー状態間の遷移に対応する放射が9,192,631,770回繰り返される時間である」と定義している。アメリカ国立標準技術研究所が管理しているセシウム原子時計は、1年で300億分の1秒未満しか狂わない。そのため、正確とはいえない地球の自転速度に時計をあわせる必要が生じ、協定世界時において閏秒を挿入することとなった。

### 電波時計
電波時計は原子時計などの基準時計からラジオなどを通じて送られてきた時刻系を元に時間を修正する時計である。普通は単一の情報を元に修正されるが、グローバル・ポジショニング・システム(GPS)など複数の情報を元に修正するものもある。電波時計はヨーロッパでは1980年代後半から広まっている。

### 光格子時計
2015年3月、東京大学大学院の香取秀俊教授の研究チームが開発した「光格子時計」は160億年で1秒しか狂わない画期的なものである。現在公認上、最も精度の高いセシウム原子を使ったものは、10^15（10の15乗）の精度であり、これは3000万年に1秒程度狂ってしまうのに対し、香取研究室のものは10^18の精度である。極低温にした原子を光の波長以下の微小領域「光格子」に閉じ込めつつ、そのポテンシャルによる共鳴周波数に対する摂動をゼロにするという、相反する条件を満たすことにより成功した。ここまでの精度だと一定不変であるはずの物理定数の時間変化さえ観測可能となる。つまり、宇宙の誕生とされる138億年前にまで遡っても0.8秒しか誤差がないものである。

## 日本の時計の歴史

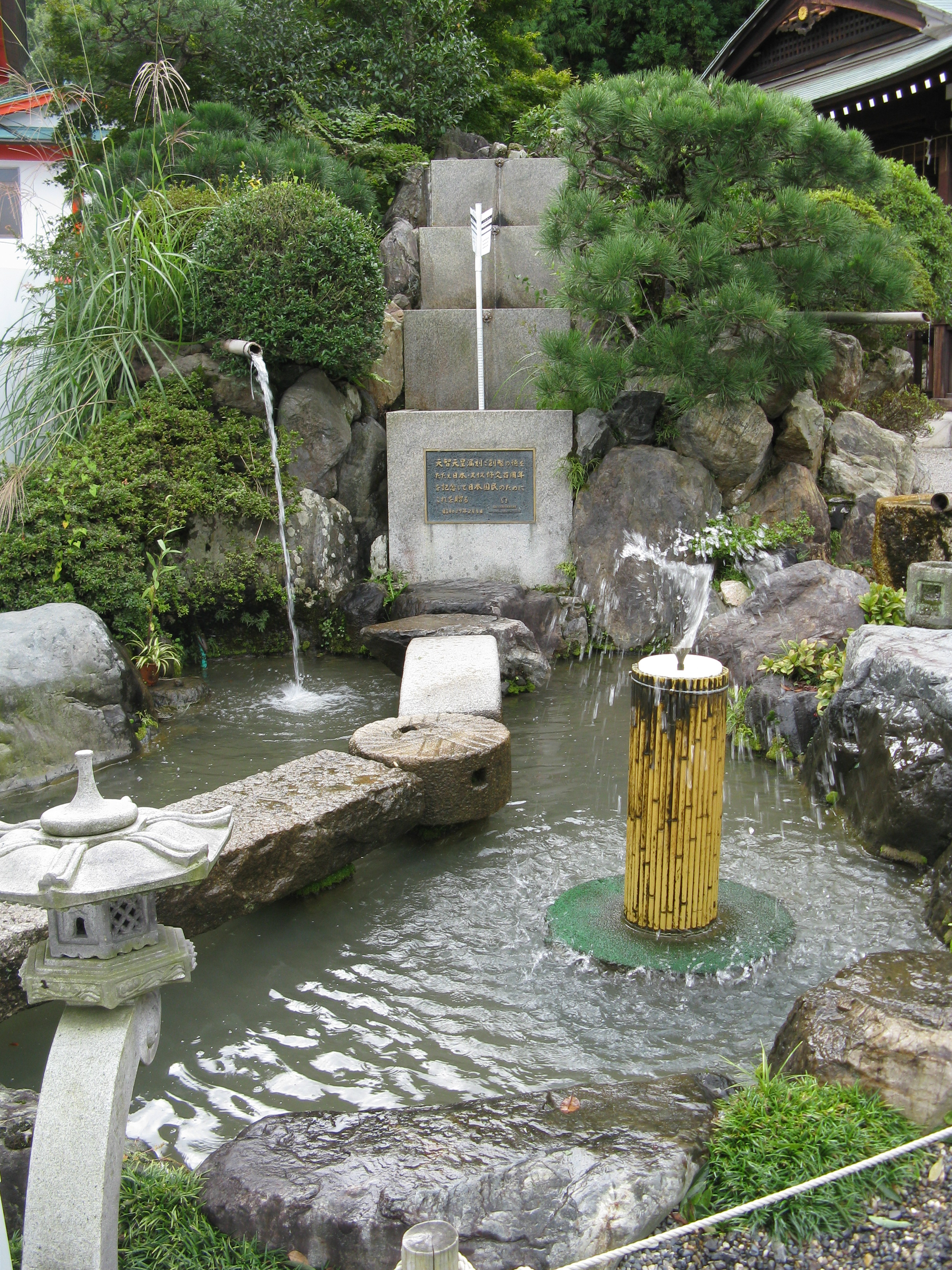
天智天皇の水時計を再現したもの。近江神宮にある。

「とけい」という語の漢字は元々は「時計」では無かったとも言われる。「とけい」の語源には諸説があり、中国の日時計「土圭」とする説、「時計」が「ときけい」から「とけい」に訛ったとする説などがある。用例としても初期には「時計」以外の文字が多く、1491年の相国寺の記録蔭凉軒日録には「秀俊公置斗景計晷」とある。また、1684年の山城国の記録雍州府志には「土圭」の文字で記事があり「自鳴鐘倭俗謂土圭。元自阿蘭陀国来。」との説明がある。この他、時辰儀とも呼ばれた。「時計」の字の初期の用例として、日本国語大辞典第2版は1688年の日本永代蔵「昼夜の枕にひびく時計の細工仕掛置きしに」を挙げている。

### 中世まで
日本で最古とされる時計は660年に天智天皇（当時は中大兄皇子）が作らせた水時計であり、漏刻と呼ばれ、遣唐使によりもたらされたものだった。これはサイフォンの原理で複数の水槽をつなぎ、一定速度で水が溜まるように工夫されたものであった。この装置は管の詰まり防止や凍結防止などへの配慮、読み取った時刻の伝達などが必要であり、奈良時代頃には漏刻博士2名と守辰丁20名などで運営されていた。
日本では長い間、水時計が使われ続け、1595年の羅葡日辞書にも「トケイ、ラウコク」の項がある。なお、900年頃に日時計が使われていた記録もある。ただし、時代が下って戦乱の世になると、置時計である漏刻はあまり活用されず、日の出から日の入までを6等分した不定期法が使われるようになり、時計を使う習慣はやや廃れた。（不定期法による時刻管理自体は昔から行われており、延喜式にも記録がある。）

### 西洋時計の伝来

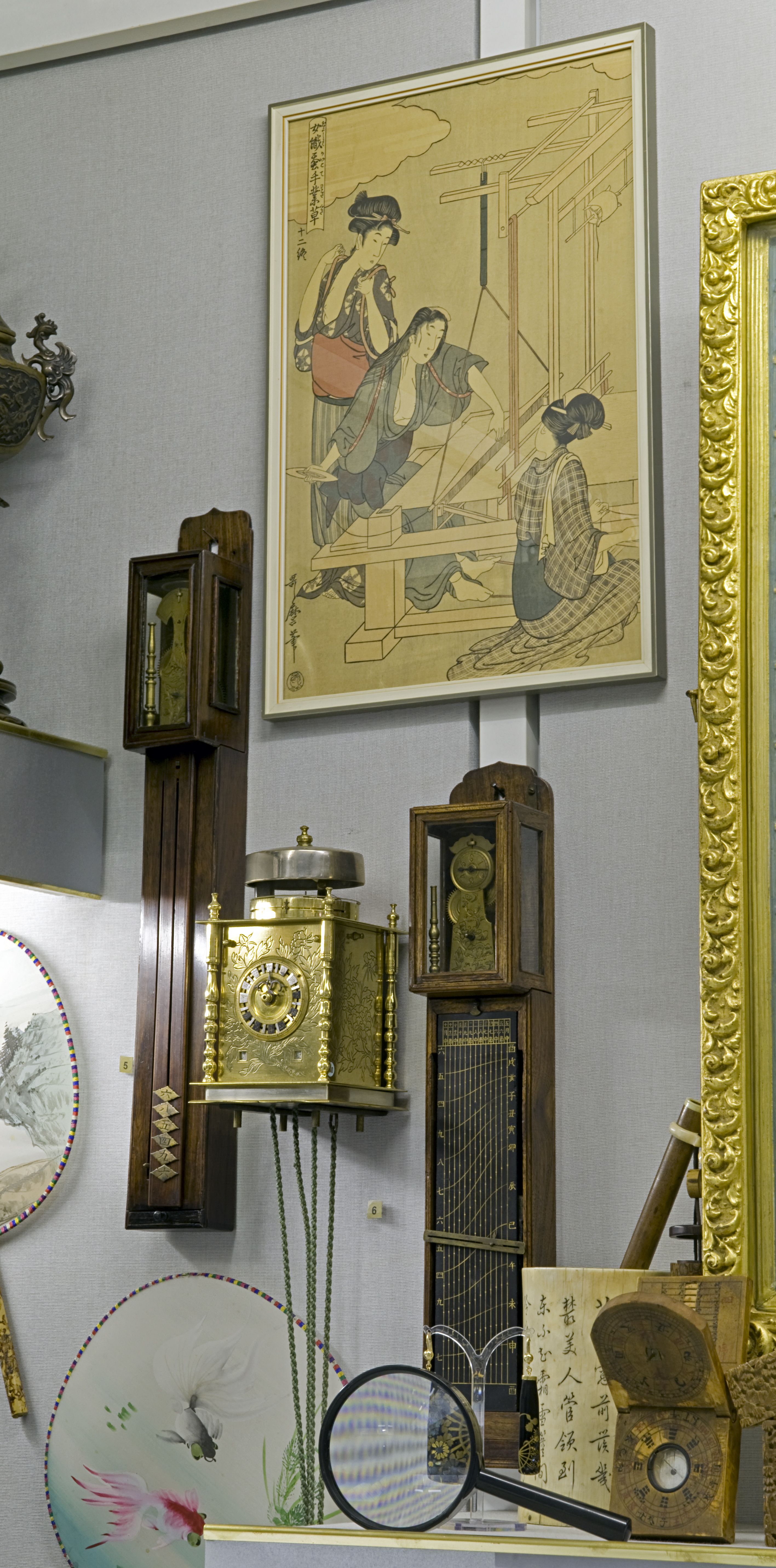
江戸時代の尺時計（絵の真下の細長いもの）。一定時間ごとに少しずつ針が落ちてくるので、それを波型の文字盤で季節毎の時刻に変換する。

西洋式の機械時計がもたらされたのは1551年にフランシスコ・ザビエルが大内義隆に献上したものが最初とされている。また、1611年7月5日(慶長16年5月25日）には、1581年にハンス・デ・エバロが作製した時計がヌエバ・エスパーニャの副王ドン・ルイス・デ・ベラスコから徳川家康に贈られ、今でも久能山東照宮に保存されている(徳川家康の洋時計)。
西洋では季節によらず、1日を24時間に分けるため、同じ時計が1年を通して使用できる。しかし、日本では室町時代ごろから日昇から日没までの時間を6等分するいわゆる不定期法が使われるようになったため、季節によって「一刻」の長さが変わり、西洋時計をそのまま使うことはできなかった。

### 和時計

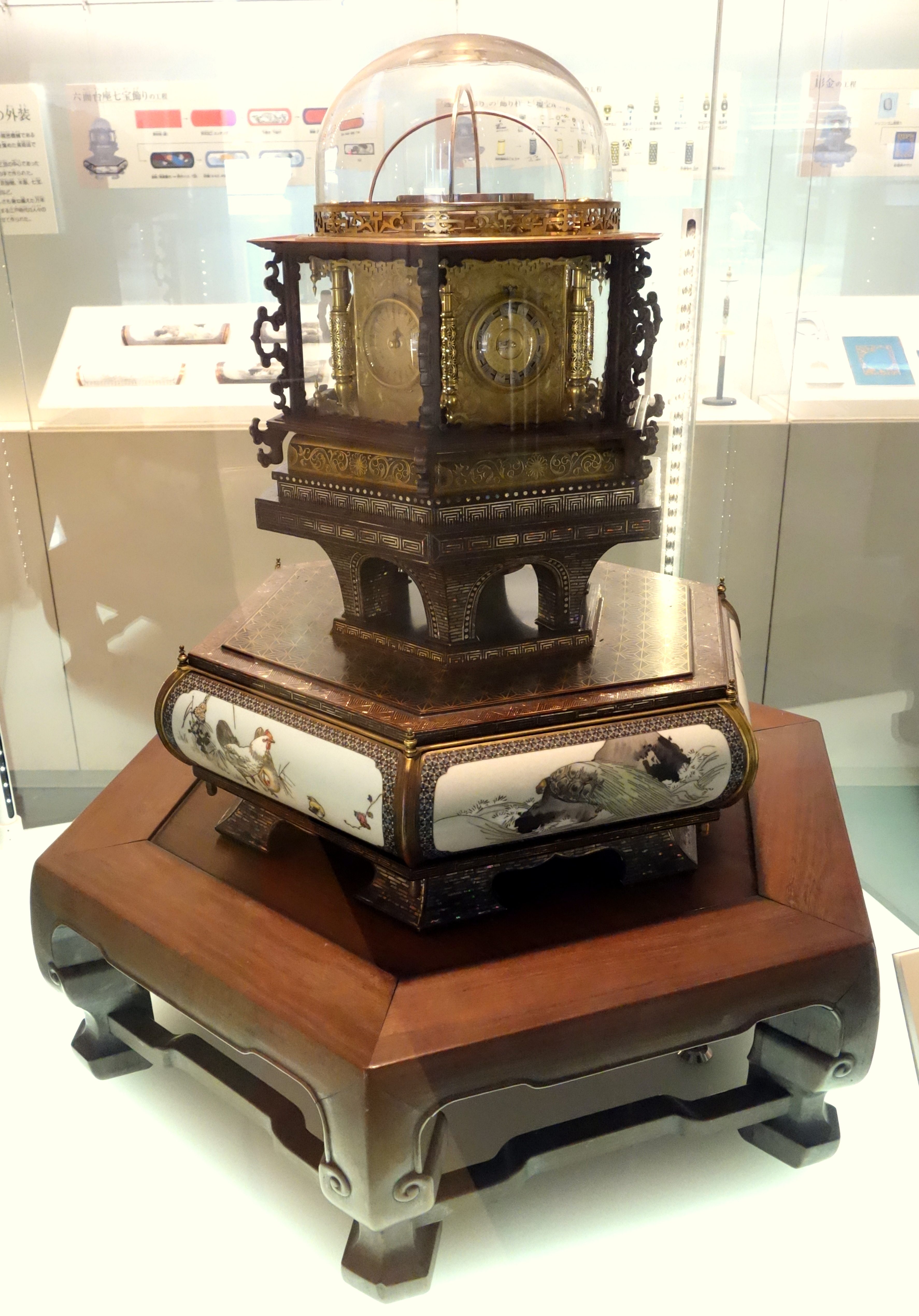
田中久重の万年時計

17世紀に鎖国が始まってから、戦国時代に伝わった西洋時計の改良が日本独自で行われた。この時計を和時計という。西洋では季節によらず、1日を24時間に分けるため、同じ時計が1年を通して使用できる。しかし、日本では季節によって「一刻」の長さが変わり、このための工夫が必要だった。この他、比較的小型の「枕時計」、4つ足の台の上に置かれた「腰掛時計」などが多く作られた。
なお、一般の家庭に時計があるわけではなかったので、公共機関が櫓で鐘を叩いて時刻を知らせるサービスがあり、時鐘と呼ばれた。時鐘は昼間の時刻のみを知らせるもので、鐘を鳴らす時刻は和時計や香盤時計などで測られた。それらの時計は正確なものではなかったが、複数を用いることで正確を期し、また、晴れの日には日昇時と日没時に補正ができるため、時鐘自体は比較的正確に運営された。
徳川家光の時代、本丸御殿の表と中奥の間には時計を置いた土圭間があった。新番は土圭間に勤番所が置かれたため、当初は土圭間組と呼ばれた。

### 近代日本
明治になると鎖国が解かれ、また、時刻もグレゴリオ暦採用に合わせて24時間均等割りに変更されたため、西洋式の時計が再び使われるようになった。当初は輸入に頼り、仕入れた時計は飛ぶように売れた。国産時計は1892年に服部金太郎が作った精工舎で始められ、3年後には輸出も行われるようになった。

### 現代日本

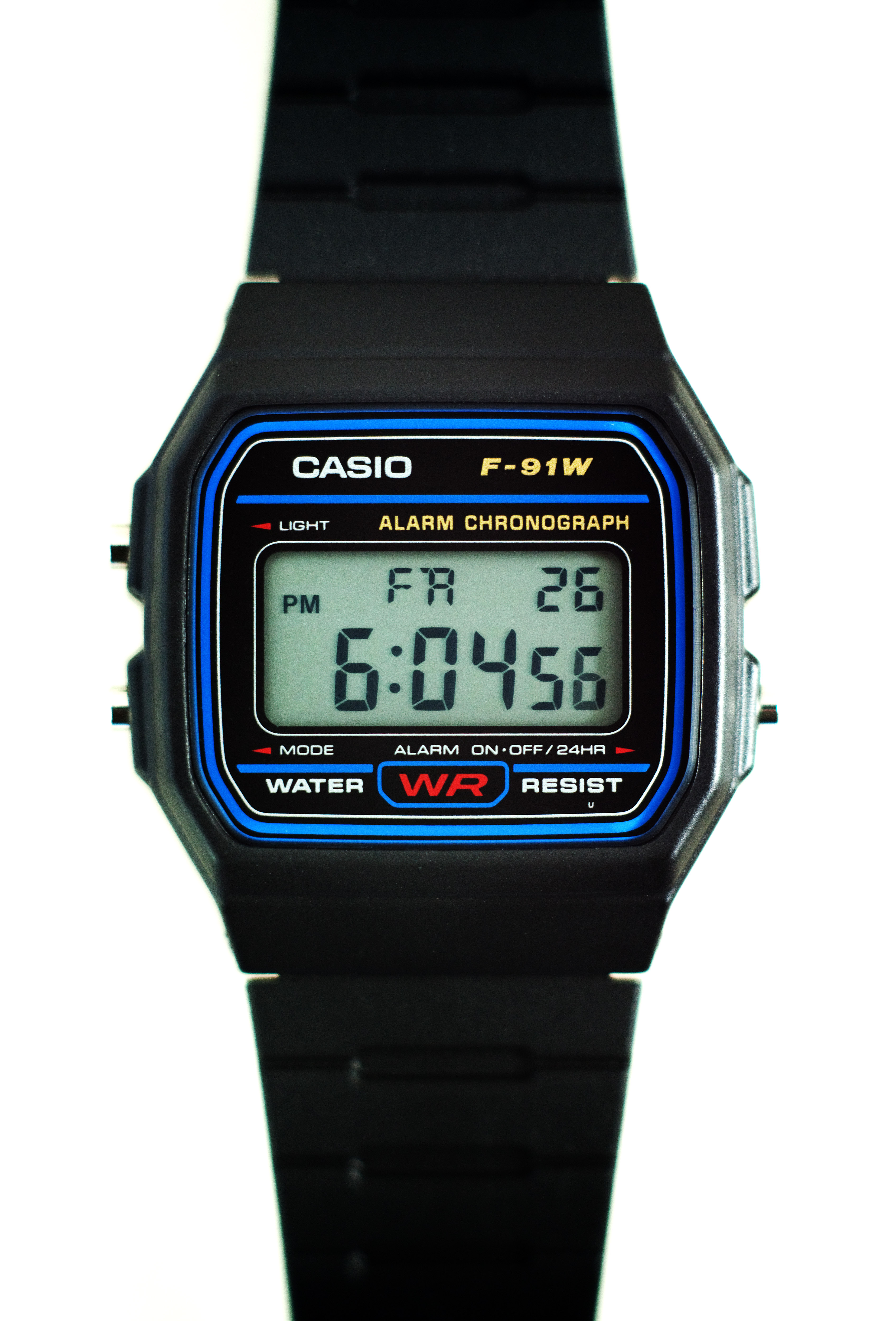
Casio F91W

クォーツ時計の量産に成功したセイコーをはじめとして日本製時計が世界的に売れたが、プラザ合意・バブル崩壊以降は低価格帯での国際競争力を失ったため、ムーブメントのみ日本製にしたり、高価格帯向けにシフトしたりされるようになっている。